# جایزه بفتای بهترین فیلم
جایزه سینمایی بَفتا، مراسمی است که هر ساله توسط آکادمی هنرهای سینمایی و تلویزیونی بریتانیا در زمینه‌های فیلم، تلویزیون، کودک و نوجوان برگزار می‌شود.
جایزه بهترین فیلم از سال ۱۹۴۸ میلادی که هر سال طی مراسمی به فیلم‌های منتخب جشنواره اهدا می‌شود.

## سیر تکاملی جوایز
در این صفحه تمام نامزدها و برگزیده‌های جوایز بفتا برای بهترین فیلم، بهترین فیلم زبان خارجی و جایزه الکساندر کوردا برای بهترین فیلم بریتانیا فهرست شده‌اند.
بفتا از سال ۱۹۴۸ تغییرات بسیاری در عنوان و سازمانش برای بهترین فیلم داشته‌است. تا سال ۱۹۶۸ دو فیلم به عنوان بهترین فیلم بریتانیا و بهترین فیلم متفرقه غیرانگلیسی زبان انتخاب شدند. امکان نامزد و برنده شدن فیلم‌های انگلیسی در هر دو بخش وجود دارد. با شروع سال ۱۹۶۹ هر دو بخش ادغام شده و عنوانش به بهترین فیلم تغییر کرد.
در سال ۱۹۸۵ بفتا دو بخش فیلم‌های انگلیسی و فیلم‌های زبان خارجی را جدا کرد و جایزه بهترین فیلم زبان خارجی را معرفی کرد. در سال ۱۹۸۸ این عنوان به بهترین فیلم غیرانگلیسی زبان تغییر کرد. مانند قبل این امکان وجود داشت که فیلم‌های خارجی در هر دو بخش نامزد جایزه شوند با این حال تاکنون هیچ فیلمی در هر دو بخش برنده جایزه نشده‌است. با اینکه از سال ۱۹۸۵ چند فیلم خارجی جایزه بهترین فیلم را برده‌اند اما در بخش بهترین فیلم خارجی زبان ناموفق بوده‌اند.
در سال ۱۹۹۳ جایزه بهترین فیلم بریتانیا دوباره احیا شد و عنوان آن به جایزه الکساندر کوردا برای بهترین فیلم تغییر کرد که نام‌گذاری آن به احترام بنیانگذار بفتا الکساندر کوردا بود.
امکان مساوی بودن برای بهترین فیلم وجود دارد. برای مثال در سال ۱۹۶۲ دو فیلم نغمه یک سرباز و بیلیاردباز جایزه بهترین فیلم متفرقه را برنده شدند.
تا سال ۱۹۸۱، جایزه به کارگردان فیلم داده می‌شد. از سال ۱۹۸۱ تا ۱۹۸۵، این جایزه به تهیه‌کنندگان داده می‌شد و از سال ۱۹۸۶ به صورت مشترک به تهیه‌کننده و کارگردان اهدا شد. از ۱۹۹۸ دوباره جایزه فقط به تهیه‌کننده اهدا شد.
در فهرست زیر، عنوان‌ها و نام‌هایی که به صورت درشت و با پس‌زمینه خاکستری درج شده‌اند برگزیدگان را نشان می‌دهد. اسامی که درشت نوشته نشده‌اند هم نامزدها هستند. همچنین برندگان اولین نام در لیست در هر دسته‌بندی هستند غیر از سال‌های ۱۹۶۲ و ۱۹۹۵ که دو فیلم به هم‌زمان برنده شده‌اند. سال‌های که ذکر شده مربوط به تاریخ انتشار فیلم بوده نه تاریخ مراسم که معمولاً در همان سال برگزار می‌شود.

## دهه ۱۹۴۰
| دسته                 | فیلم                   | کارگردان                 | تهیه‌کننده                       | کشور                |
| -------------------- | ---------------------- | ------------------------ | ------------------------------- | ------------------- |
| ۱۹۴۸ (۱مین)          |                        |                          |                                 |                     |
| بهترین فیلم متفرقه   | بهترین سال‌های زندگی ما | ویلیام وایلر             | ساموئل گلدوین                   | ایالات متحده آمریکا |
| بهترین فیلم بریتانیا | مرد ناجور              | کارول رید                | کارول رید                       |                     |
| ۱۹۴۹ (۲مین)          |                        |                          |                                 |                     |
| بهترین فیلم متفرقه   | هملت                   | لارنس الیویه             | لارنس الیویه                    | بریتانیا            |
| بهترین فیلم متفرقه   | در خط آتش              | ادوارد دمیتریک           | Adrian Scott                    | آمریکا              |
| بهترین فیلم متفرقه   | بت افتاده              | کارول رید                | کارول رید                       | بریتانیا            |
| بهترین فیلم متفرقه   | آقای ونسان             | موریس کلوش               | Viscount George de la Grandiere | فرانسه              |
| بهترین فیلم متفرقه   | شهر عریان              | ژول داسن                 | Mark Hellinger                  | آمریکا              |
| بهترین فیلم متفرقه   | Paisan                 | روبرتو روسلینی           | Rod E. Geiger روبرتو روسلینی    | ایتالیا             |
| بهترین فیلم متفرقه   | چهار قدم در ابرها      | آلساندرو بلازتی          | جوزپه آماتو                     | ایتالیا             |
| بهترین فیلم بریتانیا | بت افتاده              | کارول رید                | کارول رید                       |                     |
| بهترین فیلم بریتانیا | هملت                   | لارنس الیویه             | لارنس الیویه                    |                     |
| بهترین فیلم بریتانیا | الیور توئیست           | دیوید لین                | رونالد نیم                      |                     |
| بهترین فیلم بریتانیا | Once a Jolly Swagman   | Jack Lee                 | ایان دالریمپل                   |                     |
| بهترین فیلم بریتانیا | کفش‌های قرمز            | مایکل پاول امریک پرسبرگر | مایکل پاول امریک پرسبرگر        |                     |
| بهترین فیلم بریتانیا | اسکات از قطب جنوب      | چارلز فرند               | مایکل بالکن                     |                     |
| بهترین فیلم بریتانیا | The Small Voice        | فرگوس مک‌دانل             | آنتونی هاولوک-آلن               |                     |

## دهه ۱۹۵۰
| شاخه                 | فیلم                                  | کارگردان                        | تهیه‌کننده                                     | کشور              |
| -------------------- | ------------------------------------- | ------------------------------- | --------------------------------------------- | ----------------- |
| ۱۹۵۰ (۳مین)          |                                       |                                 |                                               |                   |
| بهترین فیلم متفرقه   | دزد دوچرخه                            | ویتوریو دسیکا                   | جوزپه آماتو                                   | ایتالیا           |
| بهترین فیلم متفرقه   | The Ballad of Berlin                  | R.A. Stemmle                    | Alf Teichs                                    | آلمان             |
| بهترین فیلم متفرقه   | مرحله پایانی                          | واندا یاکوبوفسکا                |                                               | لهستان            |
| بهترین فیلم متفرقه   | صحنه‌سازی (فیلم)                       | رابرت وایز                      | ریچاد گلدستون                                 | آمریکا            |
| بهترین فیلم متفرقه   | مرد سوم                               | کارول رید                       | کارول رید                                     | بریتانیا          |
| بهترین فیلم متفرقه   | گنج‌های سیرا مادره                     | جان هیوستون                     | هنری بلنکه                                    | آمریکا            |
| بهترین فیلم متفرقه   | پنجره (فیلم ۱۹۴۹)                     | تد تتزلف                        | Frederic Ullman Jr.                           | آمریکا            |
| بهترین فیلم بریتانیا | مرد سوم                               | کارول رید                       | کارول رید                                     |                   |
| بهترین فیلم بریتانیا | قلب‌های مهربان و نیم‌تاج‌ها              | رابرت هیمر                      | مایکل بالکن                                   |                   |
| بهترین فیلم بریتانیا | گذرنامه ورود به پیملیکو               | هنری کورنلیوس                   | مایکل بالکن                                   |                   |
| بهترین فیلم بریتانیا | The Queen of Spades                   | تورولد دیکینسون                 | آناتول دی گرانوالد                            |                   |
| بهترین فیلم بریتانیا | A Run for Your Money                  | چارلز فرند                      | مایکل بالکن                                   |                   |
| بهترین فیلم بریتانیا | The Small Back Room                   | مایکل پاول امریک پرسبرگر        | مایکل پاول امریک پرسبرگر                      |                   |
| بهترین فیلم بریتانیا | Whisky Galore!                        | الکساندر ماکندریک               | مایکل بالکن                                   |                   |
| ۱۹۵۱ (۴مین)          |                                       |                                 |                                               |                   |
| بهترین فیلم متفرقه   | همه چیز درباره ایو                    | جوزف ال. منکیه‌ویچ               | داریل اف. زانوک                               | آمریکا            |
| بهترین فیلم متفرقه   | جنگل آسفالت                           | جان هیوستون                     | آرتور هورنبلو، جونیور                         | آمریکا            |
| بهترین فیلم متفرقه   | Beauty and the Beast                  | رنه کلر                         | Salvo D'Angelo                                | فرانسه            |
| بهترین فیلم متفرقه   | Intruder in the Dust                  | کلارنس براون                    | کلارنس براون                                  | آمریکا            |
| بهترین فیلم متفرقه   | مردان                                 | فرد زینمان                      | استنلی کریمر                                  | آمریکا            |
| بهترین فیلم متفرقه   | در جستجوی تفریحات شهری                | استنلی دانن جین کلی             | آرتور فرید                                    | آمریکا            |
| بهترین فیلم متفرقه   | اورفئوس                               | ژان کوکتو                       | آندره پالوه                                   | فرانسه            |
| بهترین فیلم بریتانیا | The Blue Lamp                         | بیزیل دی‌یردن                    | مایکل بالکن                                   |                   |
| بهترین فیلم بریتانیا | Chance of a Lifetime                  | برنارد میلز                     | برنارد میلز                                   |                   |
| بهترین فیلم بریتانیا | عزیمت صبحگاهی                         | روی وارد بیکر                   | Jay Lewis                                     |                   |
| بهترین فیلم بریتانیا | هفت روز تا ظهر                        | برادران بولتینگ                 | برادران بولتینگ                               |                   |
| بهترین فیلم بریتانیا | State Secret                          | سیدنی گیلیات                    | سیدنی گیلیات فرانک لاوندر                     |                   |
| بهترین فیلم بریتانیا | The Wooden Horse                      | جک لی                           | ایان دالریمپل                                 |                   |
| ۱۹۵۲ (۵مین)          |                                       |                                 |                                               |                   |
| بهترین فیلم متفرقه   | La Ronde                              | مکس افولس                       | رالف باوم Sacha Gordine                       | فرانسه            |
| بهترین فیلم متفرقه   | یک آمریکایی در پاریس                  | وینسنت مینلی                    | آرتور فرید                                    | آمریکا            |
| بهترین فیلم متفرقه   | The Browning Version                  | آنتونی اسکویت                   | Teddy Baird                                   | بریتانیا          |
| بهترین فیلم متفرقه   | داستان بازرس                          | ویلیام وایلر                    | ویلیام وایلر                                  | آمریکا            |
| بهترین فیلم متفرقه   | Sunday in August                      | لوچانو امر                      | سرجیو آمیدی                                   | ایتالیا           |
| بهترین فیلم متفرقه   | Fourteen Hours                        | هنری هاتاوی                     | سول سی سیگل                                   | آمریکا            |
| بهترین فیلم متفرقه   | Miss Julie                            | آلف خوباریا                     | رون والدکرنز                                  | سوئد              |
| بهترین فیلم متفرقه   | تبهکاران لاوندر هیل                   | چارلز کریچتون                   | مایکل بالکن                                   | بریتانیا          |
| بهترین فیلم متفرقه   | جعبه جادویی (فیلم) (1951)             | برادران بولتینگ                 | رونالد نیم                                    | بریتانیا          |
| بهترین فیلم متفرقه   | The Magic Garden                      | Donald Swanson                  | Donald Swanson                                | بریتانیا          |
| بهترین فیلم متفرقه   | مردی به لباس سفید                     | الکساندر ماکندریک               | مایکل بالکن                                   | بریتانیا          |
| بهترین فیلم متفرقه   | No Resting Place                      | پل روتا                         | Colin Lesslie                                 | بریتانیا          |
| بهترین فیلم متفرقه   | نشان سرخ دلیری                        | جان هیوستون                     | گوتفرید راینهارت                              | آمریکا            |
| بهترین فیلم متفرقه   | The Small Miracle                     | موریس کلوش Ralph Smart          | آنتونی هاولوک-آلن                             | بریتانیا          |
| بهترین فیلم متفرقه   | The Sound of Fury                     | Cyril Endfield                  | Robert Stillman                               | آمریکا            |
| بهترین فیلم متفرقه   | راهپیمایی آفتابی                      | لوئیس مایلستون                  | لوئیس مایلستون                                | آمریکا            |
| بهترین فیلم متفرقه   | White Corridors                       | پت جکسون                        | John Croydon Joseph Janni                     | بریتانیا          |
| بهترین فیلم متفرقه   | Edward and Caroline                   | ژاک بکر                         |                                               | فرانسه            |
| بهترین فیلم بریتانیا | تبهکاران لاوندر هیل                   | چارلز کریچتون                   | مایکل بالکن                                   |                   |
| بهترین فیلم بریتانیا | The Browning Version                  | آنتونی اسکویت                   | Teddy Baird                                   |                   |
| بهترین فیلم بریتانیا | جعبه جادویی (فیلم) (1951)             | برادران بولتینگ                 | رونالد نیم                                    |                   |
| بهترین فیلم بریتانیا | The Magic Garden                      | Donald Swanson                  | Donald Swanson                                |                   |
| بهترین فیلم بریتانیا | مردی به لباس سفید                     | الکساندر ماکندریک               | مایکل بالکن                                   |                   |
| بهترین فیلم بریتانیا | No Resting Place                      | پل روتا                         | Colin Lesslie                                 |                   |
| بهترین فیلم بریتانیا | The Small Miracle                     | موریس کلوش Ralph Smart          | آنتونی هاولوک-آلن                             |                   |
| بهترین فیلم بریتانیا | White Corridors                       | پت جکسون                        | John Croydon Joseph Janni                     |                   |
| ۱۹۵۳ (۶مین)          |                                       |                                 |                                               |                   |
| بهترین فیلم متفرقه   | دیوار صوتی                            | دیوید لین                       | دیوید لین                                     | بریتانیا          |
| بهترین فیلم متفرقه   | قایق آفریکن کویین                     | جان هیوستون                     | سم اسپیگل                                     | بریتانیا          |
| بهترین فیلم متفرقه   | Angels One Five                       | George More O'Ferrall           | John W. Gossage Derek N. Twist                | بریتانیا          |
| بهترین فیلم متفرقه   | The Boy Kumasenu                      | Sean Graham                     |                                               | غنا               |
| بهترین فیلم متفرقه   | کری                                   | ویلیام وایلر                    | ویلیام وایلر                                  | آمریکا            |
| بهترین فیلم متفرقه   | Golden Helmet                         | ژاک بکر                         | روبر و ریمون حکیم                             | فرانسه            |
| بهترین فیلم متفرقه   | بنال وطن                              | زولتان کوردا                    | زولتان کوردا آلن پیتون                        | بریتانیا          |
| بهترین فیلم متفرقه   | مرگ فروشنده                           | لاسلو بندک                      | استنلی کریمر                                  | آمریکا            |
| بهترین فیلم متفرقه   | روشنی‌های صحنه                         | چارلی چاپلین                    | چارلی چاپلین                                  | آمریکا            |
| بهترین فیلم متفرقه   | Mandy                                 | الکساندر ماکندریک Fred F. Sears | مایکل بالکن Leslie Norman                     | بریتانیا          |
| بهترین فیلم متفرقه   | معجزه در میلان                        | ویتوریو دسیکا                   | ویتوریو دسیکا                                 | ایتالیا           |
| بهترین فیلم متفرقه   | فراموش‌شدگان                           | لوئیس بونوئل                    | Óscar Dancigers Sergio Kogan Jaime A. Menasce | مکزیک             |
| بهترین فیلم متفرقه   | Outcast of the Islands                | کارول رید                       | کارول رید                                     | بریتانیا          |
| بهترین فیلم متفرقه   | راشومون                               | آکیرا کوروساوا                  | Minoru Jingo                                  | ژاپن              |
| بهترین فیلم متفرقه   | The River                             | ژان رنوار                       | Kenneth McEldowney ژان رنوار                  | بریتانیا          |
| بهترین فیلم متفرقه   | آواز در باران                         | استنلی دانن جین کلی             | آرتور فرید                                    | آمریکا            |
| بهترین فیلم متفرقه   | اتوبوسی به نام هوس                    | الیا کازان                      | چارلز کی فلدمن                                | آمریکا            |
| بهترین فیلم متفرقه   | زنده‌باد زاپاتا!                       | الیا کازان                      | داریل اف. زانوک                               | آمریکا            |
| بهترین فیلم بریتانیا | دیوار صوتی                            | دیوید لین                       | دیوید لین                                     |                   |
| بهترین فیلم بریتانیا | Angels One Five                       | George More O'Ferrall           | John W. Gossage Derek N. Twist                |                   |
| بهترین فیلم بریتانیا | بنال وطن                              | زولتان کوردا                    | زولتان کوردا آلن پیتون                        |                   |
| بهترین فیلم بریتانیا | Mandy                                 | الکساندر ماکندریک Fred F. Sears | مایکل بالکن Leslie Norman                     |                   |
| بهترین فیلم بریتانیا | Outcast of the Islands                | کارول رید                       | کارول رید                                     |                   |
| بهترین فیلم بریتانیا | رود                                   | ژان رنوار                       | Kenneth McEldowney ژان رنوار                  |                   |
| ۱۹۵۴ (۷مین)          |                                       |                                 |                                               |                   |
| بهترین فیلم متفرقه   | بازی‌های ممنوعه                        | رنه کلمان                       | روبر دورفمن                                   | فرانسه            |
| بهترین فیلم متفرقه   | بد و زیبا                             | وینسنت مینلی                    | جان هاوسمن                                    | آمریکا            |
| بهترین فیلم متفرقه   | برگرد، شبای کوچک                      | دانیل مان                       | هال بی. والیس                                 | آمریکا            |
| بهترین فیلم متفرقه   | The Cruel Sea                         | چارلز فرند                      | Leslie Norman                                 | بریتانیا          |
| بهترین فیلم متفرقه   | دو شاهی امید                          | رناتو کاستلانی                  | ساندرو گنتسی                                  | ایتالیا           |
| بهترین فیلم متفرقه   | از اینجا تا ابدیت                     | فرد زینمان                      | Milo Adler-Gillies                            | آمریکا            |
| بهترین فیلم متفرقه   | Genevieve                             | هنری کورنلیوس                   | هنری کورنلیوس                                 | بریتانیا          |
| بهترین فیلم متفرقه   | The Heart of the Matter               | George More O'Ferrall           | ایان دالریمپل                                 | بریتانیا          |
| بهترین فیلم متفرقه   | ژولیوس سزار                           | جوزف ال. منکیه‌ویچ               | جان هاوسمن                                    | آمریکا            |
| بهترین فیلم متفرقه   | The Kidnappers                        | فیلیپ لیکاک                     | Sergei Nolbandov Leslie Parkyn                | بریتانیا          |
| بهترین فیلم متفرقه   | لیلی                                  | چارلز والترز                    | Edwin H. Knopf                                | آمریکا            |
| بهترین فیلم متفرقه   | The Medium                            | جیان کارلو منوتی                | Walther Lowendahl                             | ایتالیا           |
| بهترین فیلم متفرقه   | موگامبو                               | جان فورد                        | سام زیمبالیست                                 | آمریکا            |
| بهترین فیلم متفرقه   | مولن روژ                              | جان هیوستون                     | John and James Woolf                          | بریتانیا          |
| بهترین فیلم متفرقه   | We Are All Murderers                  | آندره کایات                     | François Carron                               | فرانسه            |
| بهترین فیلم متفرقه   | The Little World of Don Camillo       | ژولین دوویویه                   | Giuseppe Amato                                | فرانسه/ایتالیا    |
| بهترین فیلم متفرقه   | تعطیلات در رم                         | ویلیام وایلر                    | ویلیام وایلر                                  | آمریکا            |
| بهترین فیلم متفرقه   | شین                                   | جرج استیونس                     | جرج استیونس                                   | آمریکا            |
| بهترین فیلم متفرقه   | خورشید به‌روشنی می‌درخشد                | جان فورد                        | مریان کوپر جان فورد                           | آمریکا            |
| بهترین فیلم بریتانیا | Genevieve                             | هنری کورنلیوس                   | هنری کورنلیوس                                 |                   |
| بهترین فیلم بریتانیا | The Cruel Sea                         | چارلز فرند                      | Leslie Norman                                 |                   |
| بهترین فیلم بریتانیا | The Heart of the Matter               | George More O'Ferrall           | ایان دالریمپل                                 |                   |
| بهترین فیلم بریتانیا | The Kidnappers                        | فیلیپ لیکاک                     | Sergei Nolbandov Leslie Parkyn                |                   |
| بهترین فیلم بریتانیا | مولن روژ                              | جان هیوستون                     | John and James Woolf                          |                   |
| ۱۹۵۵ (۸مین)          |                                       |                                 |                                               |                   |
| بهترین فیلم متفرقه   | مزد ترس                               | آنری-ژرژ کلوزو                  | Raymond Borderie                              | فرانسه            |
| بهترین فیلم متفرقه   | شورش کین                              | ادوارد دمیتریک                  | استنلی کریمر                                  | آمریکا            |
| بهترین فیلم متفرقه   | Carrington V.C.                       | آنتونی اسکویت                   | Teddy Baird                                   | بریتانیا          |
| بهترین فیلم متفرقه   | قلب تقسیم‌شده                          | چارلز کریچتون                   | Michael Truman                                | بریتانیا          |
| بهترین فیلم متفرقه   | Doctor in the House                   | رالف توماس                      | بتی باکس                                      | بریتانیا          |
| بهترین فیلم متفرقه   | مقامات اجرایی                         | رابرت وایز                      | جان هاوسمن                                    | آمریکا            |
| بهترین فیلم متفرقه   | در خوشایندترین‌ها و ناخوشایندترین‌ها    | جی. لی تامپسون                  | Kenneth Harper                                | بریتانیا          |
| بهترین فیلم متفرقه   | Hobson's Choice                       | دیوید لین                       | دیوید لین                                     | بریتانیا          |
| بهترین فیلم متفرقه   | چگونه می‌توان با یک میلیونر ازدواج کرد | ژان نگولسکو                     | نانالی جانسون                                 | آمریکا            |
| بهترین فیلم متفرقه   | دروازه جهنم                           | تینوسوکه کینوگاسا               | ماساایچی ناگاتا                               | ژاپن              |
| بهترین فیلم متفرقه   | The Maggie                            | الکساندر ماکندریک               | Michael Truman                                | بریتانیا          |
| بهترین فیلم متفرقه   | ماه آبی است                           | اتو پرمینجر                     | اتو پرمینجر                                   | آمریکا            |
| بهترین فیلم متفرقه   | در بارانداز                           | الیا کازان                      | سم اسپیگل                                     | آمریکا            |
| بهترین فیلم متفرقه   | نان، عشق و رؤیاها                     | لوئیجی کومنچینی                 | Marcello Girosi                               | ایتالیا           |
| بهترین فیلم متفرقه   | دشت ارغوانی (فیلم ۱۹۵۴)               | رابرت پریش                      | جان برایان (کارگردان هنری)                    | بریتانیا          |
| بهترین فیلم متفرقه   | پنجره پشتی                            | آلفرد هیچکاک                    | آلفرد هیچکاک                                  | آمریکا            |
| بهترین فیلم متفرقه   | Riot in Cell Block 11                 | دن سیگل                         | والتر وانگر                                   | آمریکا            |
| بهترین فیلم متفرقه   | رابینسون کروزوئه                      | لوئیس بونوئل                    | Óscar Dancigers Henry F. Ehrlich              | مکزیک             |
| بهترین فیلم متفرقه   | رومئو و ژولیت                         | رناتو کاستلانی                  | ساندرو گنتسی Joseph Janni                     | بریتانیا          |
| بهترین فیلم متفرقه   | هفت عروس برای هفت برادر               | استنلی دانن                     | جک کامینگز                                    | آمریکا            |
| بهترین فیلم بریتانیا | Hobson's Choice                       | دیوید لین                       | دیوید لین                                     |                   |
| بهترین فیلم بریتانیا | Carrington V.C.                       | آنتونی اسکویت                   | Teddy Baird                                   |                   |
| بهترین فیلم بریتانیا | قلب تقسیم‌شده                          | چارلز کریچتون                   | Michael Truman                                |                   |
| بهترین فیلم بریتانیا | Doctor in the House                   | رالف توماس                      | بتی باکس                                      |                   |
| بهترین فیلم بریتانیا | در خوشایندترین‌ها و ناخوشایندترین‌ها    | جی. لی تامپسون                  | Kenneth Harper                                |                   |
| بهترین فیلم بریتانیا | The Maggie                            | الکساندر ماکندریک               | Michael Truman                                |                   |
| بهترین فیلم بریتانیا | دشت ارغوانی (فیلم ۱۹۵۴)               | رابرت پریش                      | جان برایان (کارگردان هنری)                    |                   |
| بهترین فیلم بریتانیا | رومئو و ژولیت                         | رناتو کاستلانی                  | ساندرو گنتسی Joseph Janni                     |                   |
| ۱۹۵۶ (۹مین)          |                                       |                                 |                                               |                   |
| بهترین فیلم متفرقه   | Richard III                           | لارنس الیویه                    | لارنس الیویه                                  | بریتانیا          |
| بهترین فیلم متفرقه   | روز بد در بلک راک                     | جان استرجز                      | دور شری                                       | آمریکا            |
| بهترین فیلم متفرقه   | Carmen Jones                          | اتو پرمینجر                     | اتو پرمینجر                                   | آمریکا            |
| بهترین فیلم متفرقه   | The Colditz Story                     | گای همیلتون                     | Ivan Foxwell                                  | بریتانیا          |
| بهترین فیلم متفرقه   | منفجرکننده‌های سد                      | مایکل اندرسون                   |                                               | بریتانیا          |
| بهترین فیلم متفرقه   | شرق بهشت                              | الیا کازان                      | الیا کازان                                    | آمریکا            |
| بهترین فیلم متفرقه   | قاتلان زن                             | الکساندر ماکندریک               | ست هولت مایکل بالکن                           | بریتانیا          |
| بهترین فیلم متفرقه   | مارتی                                 | دلبرت من                        | Harold Hecht                                  | آمریکا            |
| بهترین فیلم متفرقه   | The Night My Number Came Up           | Leslie Norman                   | مایکل بالکن                                   | بریتانیا          |
| بهترین فیلم متفرقه   | The Prisoner                          | پیتر گلنویل                     | Vivian Cox                                    | بریتانیا          |
| بهترین فیلم متفرقه   | هفت سامورایی                          | آکیرا کوروساوا                  | سوجیرو موتوکی                                 | ژاپن              |
| بهترین فیلم متفرقه   | سیمبا                                 | برایان دزموند هرست              | Peter De Sarigny                              | بریتانیا          |
| بهترین فیلم متفرقه   | جاده (رمان)                           | فدریکو فلینی                    | دینو دلارنتیس کارلو پونتی                     | ایتالیا           |
| بهترین فیلم متفرقه   | Summertime                            | دیوید لین                       | ایلیا لوپرت                                   | بریتانیا / آمریکا |
| بهترین فیلم بریتانیا | ریچارد سوم                            | لارنس الیویه                    | لارنس الیویه                                  |                   |
| بهترین فیلم بریتانیا | The Colditz Story                     | گای همیلتون                     | Ivan Foxwell                                  |                   |
| بهترین فیلم بریتانیا | منفجرکننده‌های سد                      | مایکل اندرسون                   |                                               |                   |
| بهترین فیلم بریتانیا | قاتلان زن                             | الکساندر ماکندریک               | ست هولت مایکل بالکن                           |                   |
| بهترین فیلم بریتانیا | The Night My Number Came Up           | Leslie Norman                   | مایکل بالکن                                   |                   |
| بهترین فیلم بریتانیا | The Prisoner                          | پیتر گلنویل                     | Vivian Cox                                    |                   |
| بهترین فیلم بریتانیا | سیمبا                                 | برایان دزموند هرست              | Peter De Sarigny                              |                   |
| ۱۹۵۷ (۱۰مین)         |                                       |                                 |                                               |                   |
| بهترین فیلم متفرقه   | Gervaise                              | رنه کلمان                       | Annie Dorfmann                                | فرانسه            |
| بهترین فیلم متفرقه   | Friends for Life                      | فرانکو روسی                     | Carlo Civallero                               | ایتالیا           |
| بهترین فیلم متفرقه   | بیبی دال                              | الیا کازان                      | الیا کازان تنسی ویلیامز                       | آمریکا            |
| بهترین فیلم متفرقه   | نبرد رود پلاته                        | مایکل پاول امریک پرسبرگر        | مایکل پاول امریک پرسبرگر                      | بریتانیا          |
| بهترین فیلم متفرقه   | The Unfrocked One                     | لیو ژوانون                      | آلن پواره Roger Ribadeau-Dumas                | فرانسه            |
| بهترین فیلم متفرقه   | Guys and Dolls                        | جوزف ال. منکیه‌ویچ               | ساموئل گلدوین                                 | آمریکا            |
| بهترین فیلم متفرقه   | کشتن                                  | استنلی کوبریک                   | جیمز بی. هریس                                 | آمریکا            |
| بهترین فیلم متفرقه   | مردی که هرگز نبود                     | رونالد نیم                      | André Hakim                                   | بریتانیا          |
| بهترین فیلم متفرقه   | مرد بازو طلایی                        | اتو پرمینجر                     | اتو پرمینجر                                   | آمریکا            |
| بهترین فیلم متفرقه   | پیک‌نیک                                | جاشوا لوگن                      | Fred Kohlmar                                  | آمریکا            |
| بهترین فیلم متفرقه   | کریکت                                 | Samson Samsonov                 |                                               | شوروی             |
| بهترین فیلم متفرقه   | رسیدن به آسمان                        | لوئیس گیلبرت                    | Daniel M. Angel                               | بریتانیا          |
| بهترین فیلم متفرقه   | شورش بی‌دلیل                           | نیکلاس ری                       | دیوید ویسبارت                                 | آمریکا            |
| بهترین فیلم متفرقه   | Shadow                                | یژی کاوالروویچ                  |                                               | لهستان            |
| بهترین فیلم متفرقه   | لبخندهای یک شب تابستانی               | اینگمار برگمان                  | Allan Ekelund                                 | سوئد              |
| بهترین فیلم متفرقه   | A Town Like Alice                     | Jack Lee                        | Joseph Janni                                  | بریتانیا          |
| بهترین فیلم متفرقه   | دردسر هری                             | آلفرد هیچکاک                    | آلفرد هیچکاک                                  | آمریکا            |
| بهترین فیلم متفرقه   | جنگ و صلح                             | کینگ ویدور                      | دینو دلارنتیس                                 | ایتالیا/آمریکا    |
| بهترین فیلم متفرقه   | محصول شب                              | جی. لی تامپسون                  | Kenneth Harper                                | بریتانیا          |
| بهترین فیلم بریتانیا | رسیدن به آسمان                        | لوئیس گیلبرت                    | Daniel M. Angel                               |                   |
| بهترین فیلم بریتانیا | نبرد رود پلاته                        | مایکل پاول امریک پرسبرگر        | مایکل پاول امریک پرسبرگر                      |                   |
| بهترین فیلم بریتانیا | مردی که هرگز نبود                     | رونالد نیم                      | André Hakim                                   |                   |
| بهترین فیلم بریتانیا | A Town Like Alice                     | Jack Lee                        | Joseph Janni                                  |                   |
| بهترین فیلم بریتانیا | محصول شب                              | جی. لی تامپسون                  | Kenneth Harper                                |                   |
| ۱۹۵۸ (۱۱مین)         |                                       |                                 |                                               |                   |
| بهترین فیلم متفرقه   | پل رودخانه کوای                       | دیوید لین                       | سم اسپیگل                                     | بریتانیا          |
| بهترین فیلم متفرقه   | ۱۲ مرد خشمگین                         | سیدنی لومت                      | هنری فوندا رجینالد رز                         | آمریکا            |
| بهترین فیلم متفرقه   | ۱۰ به یوما                            | دلمر دیوس                       | David Heilweil                                | آمریکا            |
| بهترین فیلم متفرقه   | The Bachelor Party                    | دلبرت من                        | Harold Hecht                                  | آمریکا            |
| بهترین فیلم متفرقه   | He Who Must Die                       | ژول داسن                        | Henri Bérard                                  | ایتالیا/فرانسه    |
| بهترین فیلم متفرقه   | Edge of the City                      | مارتین ریت                      | David Susskind                                | آمریکا            |
| بهترین فیلم متفرقه   | آسمان می‌داند، آقای الیسون             | جان هیوستون                     | بادی آدلر Eugene Frenke                       | آمریکا            |
| بهترین فیلم متفرقه   | Song of the Road                      | ساتیاجیت رای                    | Government of بنگال غربی                      | هند               |
| بهترین فیلم متفرقه   | راه‌های افتخار                         | استنلی کوبریک                   | کرک داگلاس جیمز بی. هریس استنلی کوبریک        | آمریکا            |
| بهترین فیلم متفرقه   | دروازه‌های پاریس                       | رنه کلر                         | رنه کلر                                       | فرانسه/ایتالیا    |
| بهترین فیلم متفرقه   | شاهزاده و مانکن                       | لارنس الیویه                    | لارنس الیویه                                  | بریتانیا          |
| بهترین فیلم متفرقه   | The Shiralee                          | Leslie Norman                   | مایکل بالکن Jack Rix                          | بریتانیا          |
| بهترین فیلم متفرقه   | That Night!                           | جان نیولند                      | Himan Brown                                   | آمریکا            |
| بهترین فیلم متفرقه   | ستاره حلبی (فیلم)                     | آنتونی مان                      | ویلیام پرلبرگ جرج سیتون                       | آمریکا            |
| بهترین فیلم متفرقه   | مردی گریخت                            | روبر برسون                      | آلن پواره Jean Thuillier                      | فرانسه            |
| بهترین فیلم متفرقه   | Windom's Way                          | رونالد نیم                      | جان برایان (کارگردان هنری)                    | بریتانیا          |
| بهترین فیلم بریتانیا | پل رودخانه کوای                       | دیوید لین                       | سم اسپیگل                                     |                   |
| بهترین فیلم بریتانیا | شاهزاده و مانکن                       | لارنس الیویه                    | لارنس الیویه                                  |                   |
| بهترین فیلم بریتانیا | The Shiralee                          | Leslie Norman                   | مایکل بالکن Jack Rix                          |                   |
| بهترین فیلم بریتانیا | Windom's Way                          | رونالد نیم                      | جان برایان (کارگردان هنری)                    |                   |
| ۱۹۵۹ (۱۲مین)         |                                       |                                 |                                               |                   |
| بهترین فیلم متفرقه   | اتاقی در بالا                         | جک کلیتن                        | James Woolf جان وولف                          | بریتانیا          |
| بهترین فیلم متفرقه   | The Unvanquished                      | ساتیاجیت رای                    | ساتیاجیت رای                                  | هند               |
| بهترین فیلم متفرقه   | گربه روی شیروانی داغ                  | ریچارد بروکس                    | لاورنس واینگارتن                              | آمریکا            |
| بهترین فیلم متفرقه   | ستیزه‌جویان                            | استنلی کریمر                    | استنلی کریمر                                  | آمریکا            |
| بهترین فیلم متفرقه   | Ice Cold in Alex                      | جی. لی تامپسون                  | W.A. Whittaker                                | بریتانیا          |
| بهترین فیلم متفرقه   | بی‌احتیاط (فیلم ۱۹۵۸)                  | استنلی دانن                     | استنلی دانن                                   | بریتانیا          |
| بهترین فیلم متفرقه   | درناها پرواز می‌کنند                   | میخائیل کالاتوزیشویلی           | میخائیل کالاتوزیشویلی                         | شوروی             |
| بهترین فیلم متفرقه   | No Down Payment                       | مارتین ریت                      | جری والد                                      | آمریکا            |
| بهترین فیلم متفرقه   | شب‌های کابیریا                         | فدریکو فلینی                    | دینو دلارنتیس                                 | ایتالیا           |
| بهترین فیلم متفرقه   | Orders to Kill                        | آنتونی اسکویت                   | آنتونی هاولوک-آلن                             | بریتانیا          |
| بهترین فیلم متفرقه   | Sea of Sand                           | گای گرین                        | رابرت اس. بیکر مونتی برمن                     | بریتانیا          |
| بهترین فیلم متفرقه   | The Sheepman                          | جرج مارشال                      | Edmund Grainger                               | آمریکا            |
| بهترین فیلم متفرقه   | توت فرنگی‌های وحشی                     | اینگمار برگمان                  | Allan Ekelund                                 | سوئد              |
| بهترین فیلم متفرقه   | The Young Lions                       | ادوارد دمیتریک                  | Al Lichtman                                   | آمریکا            |
| بهترین فیلم بریتانیا | اتاقی در بالا                         | جک کلیتن                        | James Woolf John Woolf                        |                   |
| بهترین فیلم بریتانیا | Ice Cold in Alex                      | جی. لی تامپسون                  | W.A. Whittaker                                |                   |
| بهترین فیلم بریتانیا | بی‌احتیاط (فیلم ۱۹۵۸)                  | استنلی دانن                     | استنلی دانن                                   |                   |
| بهترین فیلم بریتانیا | Orders to Kill                        | آنتونی اسکویت                   | آنتونی هاولوک-آلن                             |                   |
| بهترین فیلم بریتانیا | Sea of Sand                           | گای گرین                        | رابرت اس. بیکر مونتی برمن                     |                   |

## دهه ۱۹۶۰
| Category             | فیلم                                | کارگردان               | تهیه‌کننده                                                        | کشور                          |
| -------------------- | ----------------------------------- | ---------------------- | ---------------------------------------------------------------- | ----------------------------- |
| ۱۹۶۰ (۱۳مین)         |                                     |                        |                                                                  |                               |
| بهترین فیلم متفرقه   | بن هور                              | ویلیام وایلر           | سام زیمبالیست                                                    | آمریکا                        |
| بهترین فیلم متفرقه   | تشریح یک قتل                        | اتو پرمینجر            | اتو پرمینجر                                                      | آمریکا                        |
| بهترین فیلم متفرقه   | فلوت جادویی                         | اینگمار برگمان         |                                                                  | سوئد                          |
| بهترین فیلم متفرقه   | کشور بزرگ                           | ویلیام وایلر           | گریگوری پک ویلیام وایلر                                          | آمریکا                        |
| بهترین فیلم متفرقه   | Compulsion                          | ریچارد فلایشر          | ریچارد دی زانوک                                                  | آمریکا                        |
| بهترین فیلم متفرقه   | ژی‌ژی (فیلم ۱۹۵۸)                    | وینسنت مینلی           | آرتور فرید                                                       | آمریکا                        |
| بهترین فیلم متفرقه   | Look Back in Anger                  | تونی ریچاردسون         | هری سالتزمن                                                      | بریتانیا                      |
| بهترین فیلم متفرقه   | Maigret Sets a Trap                 | ژان دولانوا            | J.P. Guibert                                                     | فرانسه                        |
| بهترین فیلم متفرقه   | North West Frontier                 | جی. لی تامپسون         | Marcel Hellman                                                   | بریتانیا                      |
| بهترین فیلم متفرقه   | The Nun's Story                     | فرد زینمان             | هنری بلنکه                                                       | آمریکا                        |
| بهترین فیلم متفرقه   | Ashes and Diamonds                  | آندری وایدا            |                                                                  | لهستان                        |
| بهترین فیلم متفرقه   | Sapphire                            | بیزیل دی‌یردن           | مایکل رالف                                                       | بریتانیا                      |
| بهترین فیلم متفرقه   | بعضی‌ها داغشو دوست دارن              | بیلی وایلدر            | بیلی وایلدر                                                      | آمریکا                        |
| بهترین فیلم متفرقه   | Tiger Bay                           | جی. لی تامپسون         | John Hawkesworth Leslie Parkyn Julian Wintle                     | بریتانیا                      |
| بهترین فیلم متفرقه   | Yesterday's Enemy                   | وال گست                | مایکل کارراس                                                     | بریتانیا                      |
| بهترین فیلم بریتانیا | Sapphire                            | بیزیل دی‌یردن           | مایکل رالف                                                       |                               |
| بهترین فیلم بریتانیا | Look Back in Anger                  | تونی ریچاردسون         | هری سالتزمن                                                      |                               |
| بهترین فیلم بریتانیا | North West Frontier                 | جی. لی تامپسون         | Marcel Hellman                                                   |                               |
| بهترین فیلم بریتانیا | Tiger Bay                           | جی. لی تامپسون         | John Hawkesworth Leslie Parkyn Julian Wintle                     |                               |
| بهترین فیلم بریتانیا | Yesterday's Enemy                   | وال گست                | مایکل کارراس                                                     |                               |
| ۱۹۶۱ (۱۴مین)         |                                     |                        |                                                                  |                               |
| بهترین فیلم متفرقه   | آپارتمان                            | بیلی وایلدر            | بیلی وایلدر                                                      | آمریکا                        |
| بهترین فیلم متفرقه   | سکوت خشمناک                         | گای گرین               | ریچارد اتنبورو برایان فوربز                                      | بریتانیا                      |
| بهترین فیلم متفرقه   | ماجرا                               | میکل‌آنجلو آنتونیونی    | چینو دل دوکا روبر و ریمون حکیم Amato Pennasilico Luciano Perugia | ایتالیا/فرانسه                |
| بهترین فیلم متفرقه   | زندگی شیرین                         | فدریکو فلینی           | جوزپه آماتو آنجلو ریتسولی                                        | ایتالیا/فرانسه                |
| بهترین فیلم متفرقه   | Elmer Gantry                        | ریچارد بروکس           | Bernard Smith                                                    | آمریکا                        |
| بهترین فیلم متفرقه   | هیروشیما عشق من                     | آلن رنه                | آناتول دومان Samy Halfon                                         | فرانسه/ژاپن                   |
| بهترین فیلم متفرقه   | Inherit the Wind                    | استنلی کریمر           | استنلی کریمر                                                     | آمریکا                        |
| بهترین فیلم متفرقه   | بیا عشق بورزیم                      | جرج کیوکر              | جری والد                                                         | آمریکا                        |
| بهترین فیلم متفرقه   | اورفه سیاه                          | مارسل کامو             | Sacha Gordine                                                    | فرانسه/ایتالیا/برزیل          |
| بهترین فیلم متفرقه   | یکشنبه‌ها هرگز                       | ژول داسن               |                                                                  | یونان                         |
| بهترین فیلم متفرقه   | چهارصد ضربه                         | فرانسوا تروفو          |                                                                  | فرانسه                        |
| بهترین فیلم متفرقه   | شنبه‌شب و صبح یکشنبه                 | کارل رایز              | تونی ریچاردسون                                                   | بریتانیا                      |
| بهترین فیلم متفرقه   | Shadows                             | جان کاساوتیس           | Maurice McEndree                                                 | آمریکا                        |
| بهترین فیلم متفرقه   | اسپارتاکوس                          | استنلی کوبریک          | Edward Lewis                                                     | آمریکا                        |
| بهترین فیلم متفرقه   | وصیت‌نامه اورفه                      | ژان کوکتو              | Jean Thuillier                                                   | فرانسه                        |
| بهترین فیلم متفرقه   | The Trials of Oscar Wilde           | کن هیوز                | اروینگ آلن آلبرت آر. براکلی هرولد هوث                            | بریتانیا                      |
| بهترین فیلم متفرقه   | Tunes of Glory                      | رونالد نیم             | Colin Lesslie                                                    | بریتانیا                      |
| بهترین فیلم بریتانیا | شنبه‌شب و صبح یکشنبه                 | کارل رایز              | تونی ریچاردسون                                                   |                               |
| بهترین فیلم بریتانیا | سکوت خشمناک                         | گای گرین               | ریچارد اتنبورو برایان فوربز                                      |                               |
| بهترین فیلم بریتانیا | The Trials of Oscar Wilde           | کن هیوز                | اروینگ آلن آلبرت آر. براکلی هرولد هوث                            |                               |
| بهترین فیلم بریتانیا | Tunes of Glory                      | رونالد نیم             | Colin Lesslie                                                    |                               |
| ۱۹۶۲ (۱۵مین)         |                                     |                        |                                                                  |                               |
| بهترین فیلم متفرقه   | نغمه یک سرباز                       | گریگوری چوخرای         | M. Chernova                                                      | شوروی                         |
| بهترین فیلم متفرقه   | بیلیاردباز                          | رابرت راسن             | رابرت راسن                                                       | آمریکا                        |
| بهترین فیلم متفرقه   | دنیای آپو                           | ساتیاجیت رای           | ساتیاجیت رای                                                     | هند                           |
| بهترین فیلم متفرقه   | بی‌گناهان                            | جک کلیتن               | جک کلیتن                                                         | بریتانیا                      |
| بهترین فیلم متفرقه   | محاکمه در نورنبرگ                   | استنلی کریمر           | استنلی کریمر                                                     | آمریکا                        |
| بهترین فیلم متفرقه   | The Long and the Short and the Tall | Leslie Norman          | مایکل بالکن                                                      | بریتانیا                      |
| بهترین فیلم متفرقه   | روکو و برادرانش                     | لوکینو ویسکونتی        | گوفردو لومباردو                                                  | ایتالیا                       |
| بهترین فیلم متفرقه   | کوچ‌نشین‌ها (فیلم ۱۹۶۰)               | فرد زینمان             | Gerry Blatner                                                    | بریتانیا                      |
| بهترین فیلم متفرقه   | یک نوک زبان عسل                     | تونی ریچاردسون         | تونی ریچاردسون                                                   | بریتانیا                      |
| بهترین فیلم متفرقه   | حفره (فیلم ۱۹۶۰)                    | ژاک بکر                | Serge Silberman                                                  | فرانسه                        |
| بهترین فیلم متفرقه   | Whistle Down the Wind               | برایان فوربز           | ریچارد اتنبورو                                                   | بریتانیا                      |
| بهترین فیلم بریتانیا | یک نوک زبان عسل                     | تونی ریچاردسون         | تونی ریچاردسون                                                   |                               |
| بهترین فیلم بریتانیا | بی‌گناهان                            | جک کلیتن               | جک کلیتن                                                         |                               |
| بهترین فیلم بریتانیا | The Long and the Short and the Tall | Leslie Norman          | مایکل بالکن                                                      |                               |
| بهترین فیلم بریتانیا | کوچ‌نشین‌ها (فیلم ۱۹۶۰)               | فرد زینمان             | Gerry Blatner                                                    |                               |
| بهترین فیلم بریتانیا | Whistle Down the Wind               | برایان فوربز           | ریچارد اتنبورو                                                   |                               |
| ۱۹۶۳ (۱۶مین)         |                                     |                        |                                                                  |                               |
| بهترین فیلم متفرقه   | لورنس عربستان                       | دیوید لین              | سم اسپیگل                                                        | بریتانیا                      |
| بهترین فیلم متفرقه   | سال پیش در مرین‌بد                   | آلن رنه                | Pierre Courau Raymond Froment                                    | فرانسه/ایتالیا                |
| بهترین فیلم متفرقه   | Billy Budd                          | پیتر اوستینوف          | پیتر اوستینوف                                                    | بریتانیا                      |
| بهترین فیلم متفرقه   | سرجوخه گریزپا                       | ژان رنوار              | Adry De Carbuccia Roland Girard                                  | فرانسه                        |
| بهترین فیلم متفرقه   | بانو با سگ ملوس                     | یوسف خیفیتس            |                                                                  | شوروی                         |
| بهترین فیلم متفرقه   | The Naked Island                    | کانه‌تو شیندو           |                                                                  | ژاپن                          |
| بهترین فیلم متفرقه   | ژول و جیم                           | فرانسوا تروفو          |                                                                  | فرانسه                        |
| بهترین فیلم متفرقه   | A Kind of Loving                    | جان شلزینجر            | Joseph Janni                                                     | بریتانیا                      |
| بهترین فیلم متفرقه   | اتاق ال شکل                         | برایان فوربز           | ریچارد اتنبورو James Woolf                                       | بریتانیا                      |
| بهترین فیلم متفرقه   | لولا (فیلم ۱۹۶۱)                    | ژاک دمی                | Georges de Beauregard کارلو پونتی                                | فرانسه/ایتالیا                |
| بهترین فیلم متفرقه   | کاندیدای منچوری (فیلم ۱۹۶۲ میلادی)  | جان فرانکن هایمر       | George Axelrod جان فرانکن هایمر                                  | آمریکا                        |
| بهترین فیلم متفرقه   | The Miracle Worker                  | آرتور پن               | Fred Coe                                                         | آمریکا                        |
| بهترین فیلم متفرقه   | Only Two Can Play                   | سیدنی گیلیات           | Leslie Gilliat                                                   | بریتانیا                      |
| بهترین فیلم متفرقه   | فدرا                                | ژول داسن               | ژول داسن                                                         | Greece                        |
| بهترین فیلم متفرقه   | همچون در یک آینه                    | اینگمار برگمان         | Allan Ekelund                                                    | سوئد                          |
| بهترین فیلم متفرقه   | Thou Shalt Not Kill                 | کلود اوتان-لارا        | Moris Ergas                                                      | ایتالیا/یوگسلاوی/ لیختن‌اشتاین |
| بهترین فیلم متفرقه   | غیبت طولانی                         | آنری کولپی             |                                                                  | فرانسه/ایتالیا                |
| بهترین فیلم متفرقه   | داستان وست ساید                     | جروم رابینز رابرت وایز | رابرت وایز                                                       | آمریکا                        |
| بهترین فیلم بریتانیا | لورنس عربستان                       | دیوید لین              | سم اسپیگل                                                        |                               |
| بهترین فیلم بریتانیا | Billy Budd                          | پیتر اوستینوف          | پیتر اوستینوف                                                    |                               |
| بهترین فیلم بریتانیا | A Kind of Loving                    | جان شلزینجر            | Joseph Janni                                                     |                               |
| بهترین فیلم بریتانیا | اتاق ال شکل                         | برایان فوربز           | ریچارد اتنبورو James Woolf                                       |                               |
| بهترین فیلم بریتانیا | Only Two Can Play                   | سیدنی گیلیات           | Leslie Gilliat                                                   |                               |
| ۱۹۶۴ (۱۷مین)         |                                     |                        |                                                                  |                               |
| بهترین فیلم متفرقه   | تام جونز (فیلم ۱۹۶۳ میلادی)         | تونی ریچاردسون         | تونی ریچاردسون                                                   | بریتانیا                      |
| بهترین فیلم متفرقه   | ۱/۲ ۸                               | فدریکو فلینی           | آنجلو ریتسولی                                                    | ایتالیا                       |
| بهترین فیلم متفرقه   | Billy Liar                          | جان شلزینجر            | Joseph Janni                                                     | بریتانیا                      |
| بهترین فیلم متفرقه   | دیوید و لیزا                        | فرانک پری              | Paul M. Heller                                                   | آمریکا                        |
| بهترین فیلم متفرقه   | روزگار شراب و گل‌های سرخ             | بلیک ادواردز           | Martin Manulis                                                   | آمریکا                        |
| بهترین فیلم متفرقه   | طلاق به سبک ایتالیایی               | پیترو جرمی             | فرانکو کریستالدی                                                 | ایتالیا                       |
| بهترین فیلم متفرقه   | هاد                                 | مارتین ریت             | اروینگ راوچ مارتین ریت                                           | آمریکا                        |
| بهترین فیلم متفرقه   | چاقو در آب                          | رومن پولانسکی          | Stanislaw Zylewicz                                               | لهستان                        |
| بهترین فیلم متفرقه   | The Four Days of Naples             | نانی لوی               | گوفردو لومباردو                                                  | ایتالیا                       |
| بهترین فیلم متفرقه   | خدمتکار (فیلم ۱۹۶۳)                 | جوزف لوزی              | جوزف لوزی Norman Priggen                                         | بریتانیا                      |
| بهترین فیلم متفرقه   | این زندگی ورزشی                     | لیندسی اندرسن          | کارل رایز                                                        | بریتانیا                      |
| بهترین فیلم متفرقه   | کشتن مرغ مقلد                       | رابرت مالیگن           | آلن جی پاکولا                                                    | آمریکا                        |
| بهترین فیلم بریتانیا | تام جونز (فیلم ۱۹۶۳ میلادی)         | تونی ریچاردسون         | تونی ریچاردسون                                                   |                               |
| بهترین فیلم بریتانیا | Billy Liar                          | جان شلزینجر            | Joseph Janni                                                     |                               |
| بهترین فیلم بریتانیا | خدمتکار (فیلم ۱۹۶۳)                 | جوزف لوزی              | جوزف لوزی Norman Priggen                                         |                               |
| بهترین فیلم بریتانیا | این زندگی ورزشی                     | لیندسی اندرسن          | کارل رایز                                                        |                               |
| ۱۹۶۵ (۱۸مین)         |                                     |                        |                                                                  |                               |
| بهترین فیلم متفرقه   | دکتر استرنجلاو                      | استنلی کوبریک          | استنلی کوبریک                                                    | بریتانیا                      |
| بهترین فیلم متفرقه   | Becket                              | پیتر گلنویل            | هال بی. والیس                                                    | بریتانیا                      |
| بهترین فیلم متفرقه   | کدو خور                             | جک کلیتن               | James Woolf                                                      | بریتانیا                      |
| بهترین فیلم متفرقه   | ترن                                 | جان فرانکن هایمر       | Jules Bricken                                                    | بریتانیا                      |
| بهترین فیلم بریتانیا | دکتر استرنجلاو                      | استنلی کوبریک          | استنلی کوبریک                                                    |                               |
| بهترین فیلم بریتانیا | Becket                              | پیتر گلنویل            | هال بی. والیس                                                    |                               |
| بهترین فیلم بریتانیا | کدو خور                             | جک کلیتن               | James Woolf                                                      |                               |
| بهترین فیلم بریتانیا | ترن                                 | جان فرانکن هایمر       | Jules Bricken                                                    |                               |
| ۱۹۶۶ (۱۹مین)         |                                     |                        |                                                                  |                               |
| بهترین فیلم متفرقه   | بانوی زیبای من                      | جرج کیوکر              | جک وارنر                                                         | آمریکا                        |
| بهترین فیلم متفرقه   | زوربای یونانی                       | مایکل کاکویانیس        | مایکل کاکویانیس                                                  | یونان/آمریکا                  |
| بهترین فیلم متفرقه   | هملت (فیلم ۱۹۶۴)                    | گریگوری کوزینتسف       |                                                                  | شوروی                         |
| بهترین فیلم متفرقه   | تپه                                 | سیدنی لومت             | Kenneth Hyman                                                    | بریتانیا                      |
| بهترین فیلم متفرقه   | مهارت ... و نحوه به دست آوردنش      | ریچارد لستر            | Oscar Lewenstein                                                 | بریتانیا                      |
| بهترین فیلم بریتانیا | The IPCRESS File                    | سیدنی جی. فیوری        | هری سالتزمن                                                      |                               |
| بهترین فیلم بریتانیا | عزیز                                | جان شلزینجر            | Joseph Janni                                                     |                               |
| بهترین فیلم بریتانیا | تپه                                 | سیدنی لومت             | Kenneth Hyman                                                    |                               |
| بهترین فیلم بریتانیا | مهارت ... و نحوه به دست آوردنش      | ریچارد لستر            | Oscar Lewenstein                                                 |                               |
| ۱۹۶۷ (۲۰مین)         |                                     |                        |                                                                  |                               |
| بهترین فیلم متفرقه   | چه کسی از ویرجینیا وولف می‌ترسد؟     | مایک نیکولز            | ارنست لمان                                                       | آمریکا                        |
| بهترین فیلم متفرقه   | دکتر ژیواگو                         | دیوید لین              | دیوید لین کارلو پونتی                                            | آمریکا                        |
| بهترین فیلم متفرقه   | مورگان، بیمار مناسبی برای درمان     | کارل رایز              | Leon Clore                                                       | بریتانیا                      |
| بهترین فیلم متفرقه   | The Spy Who Came In From The Cold   | مارتین ریت             | مارتین ریت                                                       | بریتانیا                      |
| بهترین فیلم بریتانیا | The Spy Who Came In From The Cold   | مارتین ریت             | مارتین ریت                                                       |                               |
| بهترین فیلم بریتانیا | الفی                                | لوئیس گیلبرت           | لوئیس گیلبرت                                                     |                               |
| بهترین فیلم بریتانیا | جورجی دختر                          | سیلویو ناریتزانو       | Robert A. Goldston Otto Plaschkes                                |                               |
| بهترین فیلم بریتانیا | مورگان، بیمار مناسبی برای درمان     | کارل رایز              | Leon Clore                                                       |                               |
| ۱۹۶۸ (۲۱مین)         |                                     |                        |                                                                  |                               |
| بهترین فیلم متفرقه   | مردی برای تمام فصول                 | فرد زینمان             | فرد زینمان                                                       | بریتانیا                      |
| بهترین فیلم متفرقه   | بانی و کلاید                        | آرتور پن               | وارن بیتی                                                        | آمریکا                        |
| بهترین فیلم متفرقه   | در گرمای شب                         | نورمن جویسون           | والتر میریش                                                      | آمریکا                        |
| بهترین فیلم متفرقه   | یک مرد و یک زن                      | کلود للوش              |                                                                  | فرانسه                        |
| بهترین فیلم بریتانیا | مردی برای تمام فصول                 | فرد زینمان             | فرد زینمان                                                       |                               |
| بهترین فیلم بریتانیا | Accident                            | جوزف لوزی              | جوزف لوزی Norman Priggen                                         |                               |
| بهترین فیلم بریتانیا | آگراندیسمان                         | میکل‌آنجلو آنتونیونی    | کارلو پونتی                                                      |                               |
| بهترین فیلم بریتانیا | رابطه مرگ‌آور                        | سیدنی لومت             | سیدنی لومت                                                       |                               |
| ۱۹۶۹ (۲۲مین)         |                                     |                        |                                                                  |                               |
| بهترین فیلم          | فارغ‌التحصیل                         | مایک نیکولز            | مایک نیکولز                                                      | آمریکا                        |
| بهترین فیلم          | ادیسه فضایی                         | استنلی کوبریک          | استنلی کوبریک                                                    | بریتانیا/آمریکا               |
| بهترین فیلم          | اولیور!                             | کارول رید              | John Woolf                                                       | بریتانیا                      |
| بهترین فیلم          | از روی قطارها چشم برندار            | ییری منتسل             | Dr. Zdenek Oves                                                  | چکسلواکی                      |

## دهه ۱۹۷۰
| Category     | فیلم                                  | کارگردان         | تهیه‌کننده                                        | کشور                      |
| ------------ | ------------------------------------- | ---------------- | ------------------------------------------------ | ------------------------- |
| ۱۹۷۰ (۲۳مین) |                                       |                  |                                                  |                           |
| بهترین فیلم  | کابوی نیمه‌شب                          | جان شلزینجر      | جروم هلمن                                        | آمریکا                    |
| بهترین فیلم  | اوه! چه جنگ دلپذیری                   | ریچارد اتنبورو   | ریچارد اتنبورو Brian Duffy                       | بریتانیا                  |
| بهترین فیلم  | زنان عاشق                             | کن راسل          | لری کریمر                                        | بریتانیا                  |
| بهترین فیلم  | زد                                    | کوستا گاوراس     |                                                  | فرانسه                    |
| ۱۹۷۱ (۲۴مین) |                                       |                  |                                                  |                           |
| بهترین فیلم  | بوچ کسیدی و ساندنس کید                | جرج روی هیل      | John Foreman                                     | آمریکا                    |
| بهترین فیلم  | قوش                                   | کن لوچ           | Tony Garnett                                     | بریتانیا                  |
| بهترین فیلم  | مش                                    | رابرت آلتمن      | اینگو پرمینجر                                    | آمریکا                    |
| بهترین فیلم  | دختر رایان                            | دیوید لین        | آنتونی هاولوک-آلن                                | بریتانیا                  |
| ۱۹۷۲ (۲۵مین) |                                       |                  |                                                  |                           |
| بهترین فیلم  | Sunday Bloody Sunday                  | جان شلزینجر      | Joseph Janni                                     | بریتانیا                  |
| بهترین فیلم  | The Go-Between                        | جوزف لوزی        | John Heyman دنیس جانسون (نویسنده) Norman Priggen | بریتانیا                  |
| بهترین فیلم  | مرگ در ونیز                           | لوکینو ویسکونتی  | لوکینو ویسکونتی                                  | ایتالیا/فرانسه            |
| بهترین فیلم  | Taking Off                            | میلوش فورمن      | Alfred W. Crown                                  | آمریکا                    |
| ۱۹۷۳ (۲۶مین) |                                       |                  |                                                  |                           |
| بهترین فیلم  | کاباره                                | باب فاس          | سای فوئر                                         | آمریکا                    |
| بهترین فیلم  | پرتقال کوکی                           | استنلی کوبریک    | استنلی کوبریک                                    | بریتانیا                  |
| بهترین فیلم  | ارتباط فرانسوی                        | ویلیام فریدکین   | فیلیپ دانتونی                                    | آمریکا                    |
| بهترین فیلم  | آخرین نمایش فیلم                      | پیتر بوگدانوویچ  | Stephen J. Friedman                              | آمریکا                    |
| ۱۹۷۴ (۲۷مین) |                                       |                  |                                                  |                           |
| بهترین فیلم  | روز به جای شب                         | فرانسوا تروفو    | Marcel Berbert                                   | فرانسه/ایتالیا            |
| بهترین فیلم  | جذابیت پنهان بورژوازی                 | لوئیس بونوئل     | Serge Silberman                                  | فرانسه/ایتالیا/اسپانیا    |
| بهترین فیلم  | روز شغال                              | فرد زینمان       | John Woolf                                       | بریتانیا/فرانسه           |
| بهترین فیلم  | حالا نگاه نکن                         | نیکلاس روگ       | Peter Katz                                       | ایتالیا/بریتانیا          |
| ۱۹۷۵ (۲۸مین) |                                       |                  |                                                  |                           |
| بهترین فیلم  | لاکومب، لوسین                         | لویی مال         | لویی مال Claude Nedjar                           | فرانسه/آلمان غربی/ایتالیا |
| بهترین فیلم  | محله چینی‌ها                           | رومن پولانسکی    | رابرت اوانس (تولیدکننده)                         | آمریکا                    |
| بهترین فیلم  | آخرین مأموریت                         | هال اشبی         | Gerald Ayres                                     | آمریکا                    |
| بهترین فیلم  | قتل در قطار سریع‌السیر شرق (فیلم ۱۹۷۴) | سیدنی لومت       | John Brabourne Richard B. Goodwin                | بریتانیا                  |
| ۱۹۷۶ (۲۹مین) |                                       |                  |                                                  |                           |
| بهترین فیلم  | آلیس دیگر اینجا زندگی نمی‌کند          | مارتین اسکورسیزی | Audrey Maas David Susskind                       | آمریکا                    |
| بهترین فیلم  | بری لیندون                            | استنلی کوبریک    | استنلی کوبریک                                    | بریتانیا                  |
| بهترین فیلم  | بعد از ظهر سگی (فیلم ۱۹۷۵)            | سیدنی لومت       | مارتین برگمن Martin Elfand                       | آمریکا                    |
| بهترین فیلم  | آرواره‌ها                              | استیون اسپیلبرگ  | دیوید براون (تهیه‌کننده) ریچارد دی زانوک          | آمریکا                    |
| ۱۹۷۷ (۳۰مین) |                                       |                  |                                                  |                           |
| بهترین فیلم  | دیوانه از قفس پرید                    | میلوش فورمن      | مایکل داگلاس سائول زانتز                         | آمریکا                    |
| بهترین فیلم  | همه مردان رئیس‌جمهور                   | آلن جی پاکولا    | Walter Coblenz                                   | آمریکا                    |
| بهترین فیلم  | باگزی مالون                           | آلن پارکر        | Alan Marshall                                    | بریتانیا                  |
| بهترین فیلم  | راننده تاکسی                          | مارتین اسکورسیزی | جولیا فیلیپس Michael Phillips                    | آمریکا                    |
| ۱۹۷۸ (۳۱مین) |                                       |                  |                                                  |                           |
| بهترین فیلم  | آنی هال                               | وودی آلن         | چارلز اچ. جاف Jack Rollins                       | آمریکا                    |
| بهترین فیلم  | پلی در دوردست                         | ریچارد اتنبورو   | جوزف ئی. لوین Richard P. Levine                  | آمریکا/بریتانیا           |
| بهترین فیلم  | شبکه (فیلم ۱۹۷۶ میلادی)               | سیدنی لومت       | Howard Gottfried                                 | آمریکا                    |
| بهترین فیلم  | راکی                                  | جان جی. آویلدسن  | رابرت چارتوف ایروین وینکلر                       | آمریکا                    |
| ۱۹۷۹ (۳۲مین) |                                       |                  |                                                  |                           |
| بهترین فیلم  | جولیا                                 | فرد زینمان       | Richard Roth                                     | آمریکا                    |
| بهترین فیلم  | برخورد نزدیک از نوع سوم               | استیون اسپیلبرگ  | جولیا فیلیپس Michael Phillips                    | آمریکا/بریتانیا           |
| بهترین فیلم  | قطار سریع‌السیر نیمه‌شب                 | آلن پارکر        | Alan Marshall دیوید پاتنام                       | بریتانیا/آمریکا           |
| بهترین فیلم  | جنگ ستارگان                           | جرج لوکاس        | گری کورتز                                        | آمریکا                    |

## دهه ۱۹۸۰
| Category                    | فیلم                           | کارگردان            | تهیه‌کننده                                                | کشور                           |
| --------------------------- | ------------------------------ | ------------------- | -------------------------------------------------------- | ------------------------------ |
| ۱۹۸۰ (۳۳مین)                |                                |                     |                                                          |                                |
| بهترین فیلم                 | منهتن                          | وودی آلن            | چارلز اچ. جاف                                            | آمریکا                         |
| بهترین فیلم                 | اینک آخرالزمان                 | فرانسیس فورد کوپولا | فرانسیس فورد کوپولا                                      | آمریکا                         |
| بهترین فیلم                 | سندروم چین                     | جیمز بریجز          | مایکل داگلاس                                             | آمریکا                         |
| بهترین فیلم                 | شکارچی گوزن                    | مایکل چیمینو        | مایکل چیمینو Michael Deeley John Peverall Barry Spikings | آمریکا                         |
| ۱۹۸۱ (۳۴مین)                |                                |                     |                                                          |                                |
| بهترین فیلم                 | مرد فیل‌نما                     | دیوید لینچ          | جاناتان سنگر                                             | بریتانیا/آمریکا                |
| بهترین فیلم                 | حضور (فیلم ۱۹۷۹)               | هال اشبی            | Andrew Braunsberg                                        | آمریکا                         |
| بهترین فیلم                 | کاگه‌موشا                       | آکیرا کوروساوا      | آکیرا کوروساوا                                           | ژاپن                           |
| بهترین فیلم                 | کرامر علیه کرامر               | رابرت بنتون         | استنلی آر. جفی                                           | آمریکا                         |
| ۱۹۸۲ (۳۵مین)                |                                |                     |                                                          |                                |
| بهترین فیلم                 | ارابه‌های آتش                   | هیو هادسن           | دیوید پاتنام                                             | انگلستان                       |
| بهترین فیلم                 | شهر آتلانتیک (فیلم ۱۹۸۰)       | لویی مال            | دنی ارو John Kemeny                                      | آمریکا/کانادا/ فرانسه          |
| بهترین فیلم                 | زن ستوان فرانسوی               | کارل رایز           | Leon Clore                                               | انگلستان                       |
| بهترین فیلم                 | دختر گرگوری                    | بیل فورسیت          | Davina Belling Clive Parsons                             | بریتانیا                       |
| بهترین فیلم                 | مهاجمان صندوق گمشده            | استیون اسپیلبرگ     | فرانک مارشال                                             | آمریکا                         |
| ۱۹۸۳ (۳۶مین)                |                                |                     |                                                          |                                |
| بهترین فیلم                 | گاندی                          | ریچارد اتنبورو      | ریچارد اتنبورو                                           | بریتانیا/هند                   |
| بهترین فیلم                 | ای. تی. موجود فرازمینی         | استیون اسپیلبرگ     | کاتلین کندی استیون اسپیلبرگ                              | آمریکا                         |
| بهترین فیلم                 | گم‌شده (فیلم ۱۹۸۲)              | کوستا گاوراس        | Edward Lewis Mildred Lewis                               | آمریکا                         |
| بهترین فیلم                 | روی گلدن پاند                  | مارک رایدل          | Bruce Gilbert                                            | آمریکا                         |
| بهترین فیلم زبان خارجی      | مسیح در ابولی توقف کرد         | فرانچسکو روزی       | Nicola Carraro فرانکو کریستالدی                          | فرانسه/ایتالیا                 |
| بهترین فیلم زبان خارجی      | داس بوت (کشتی)                 | ولفگانگ پترسن       | Günter Rohrbach                                          | آلمان غربی                     |
| بهترین فیلم زبان خارجی      | دیوا (فیلم ۱۹۸۱)               | ژان-ژاک بنکس        | Irène Silberman Serge Silberman                          | فرانسه                         |
| بهترین فیلم زبان خارجی      | فیتزکارالدو                    | ورنر هرتسوک         | ورنر هرتسوک Willi Segler Lucki Stipetić                  | پرو/آلمان غربی                 |
| ۱۹۸۴ (۳۷مین)                |                                |                     |                                                          |                                |
| بهترین فیلم                 | Educating Rita                 | لوئیس گیلبرت        | لوئیس گیلبرت                                             | بریتانیا                       |
| بهترین فیلم                 | Heat and Dust                  | جیمز ایوری          | اسماعیل مرچنت                                            | بریتانیا                       |
| بهترین فیلم                 | قهرمان محلی                    | بیل فورسیت          | دیوید پاتنام                                             | بریتانیا                       |
| بهترین فیلم                 | توتسی                          | سیدنی پولاک         | سیدنی پولاک دیک ریچاردز                                  | آمریکا                         |
| بهترین فیلم زبان خارجی      | Danton                         | آندری وایدا         | مارگارت منه‌گز Barbara Pec-Slesicka                       | فرانسه/لهستان/آلمان غربی       |
| بهترین فیلم زبان خارجی      | فانی و الکساندر                | اینگمار برگمان      | یورن دونر                                                | سوئد/فرانسه/آلمان غربی         |
| بهترین فیلم زبان خارجی      | La Traviata                    | فرانکو زفیرلی       | طارق بن عمار                                             | ایتالیا                        |
| بهترین فیلم زبان خارجی      | بالاخره یکشنبه                 | فرانسوا تروفو       | Armand Barbault فرانسوا تروفو                            | فرانسه                         |
| ۱۹۸۵ (۳۸مین)                |                                |                     |                                                          |                                |
| بهترین فیلم                 | The Killing Fields             | رولند جافه          | دیوید پاتنام                                             | بریتانیا                       |
| بهترین فیلم                 | طراح لباس (فیلم)               | پیتر یاتز           | رونالد هاروود پیتر یاتز                                  | بریتانیا                       |
| بهترین فیلم                 | پاریس، تگزاس                   | ویم وندرس           | آناتول دومان Don Guest                                   | فرانسه/آلمان غربی              |
| بهترین فیلم                 | A Private Function             | Malcolm Mowbray     | مارک شیواس                                               | بریتانیا                       |
| بهترین فیلم زبان خارجی      | Carmen                         | کارلوس سائورا       | امیلیانو پیدرا                                           | اسپانیا                        |
| بهترین فیلم زبان خارجی      | The Return of Martin Guerre    | Daniel Vigne        |                                                          | فرانسه                         |
| بهترین فیلم زبان خارجی      | Un amour de Swann              | فولکر اشلوندورف     | Margaret Ménégoz                                         | فرانسه / آلمان غربی            |
| بهترین فیلم زبان خارجی      | Un dimanche à la campagne      | برتران تاورنیه      | Alain Sarde                                              | فرانسه                         |
| ۱۹۸۶ (۳۹مین)                |                                |                     |                                                          |                                |
| بهترین فیلم                 | رز ارغوانی قاهره               | وودی آلن            | رابرت گرینهوت وودی آلن                                   | آمریکا                         |
| بهترین فیلم                 | آمادئوس                        | میلوش فورمن         | سائول زانتز میلوش فورمن                                  | آمریکا                         |
| بهترین فیلم                 | بازگشت به آینده                | رابرت زمکیس         | نیل کانتون باب گیل رابرت زمکیس                           | آمریکا                         |
| بهترین فیلم                 | گذرگاهی به هند                 | دیوید لین           | John Brabourne Richard B. Goodwin دیوید لین              | بریتانیا                       |
| بهترین فیلم                 | Witness                        | پیتر ویر            | Edward S. Feldman پیتر ویر                               | آمریکا                         |
| بهترین فیلم زبان خارجی      | سرهنگ ردل                      | ایشتوان سابو        | József Marx                                              | بلغارستان / اتریش / آلمان غربی |
| بهترین فیلم زبان خارجی      | Carmen                         | فرانچسکو روزی       | پاتریس لدو                                               | ایتالیا                        |
| بهترین فیلم زبان خارجی      | Dim Sum: A Little Bit of Heart | وین ونگ             | تام استرنبرگ                                             | آمریکا                         |
| بهترین فیلم زبان خارجی      | مترو (فیلم ۱۹۸۵)               | لوک بسون            | فرانسوا روجیری                                           | فرانسه                         |
| ۱۹۸۷ (۴۰مین)                |                                |                     |                                                          |                                |
| بهترین فیلم                 | A Room with a View             | جیمز ایوری          | اسماعیل مرچنت جیمز ایوری                                 | بریتانیا                       |
| بهترین فیلم                 | هانا و خواهرانش                | وودی آلن            | رابرت گرینهوت وودی آلن                                   | آمریکا                         |
| بهترین فیلم                 | ماموریت                        | رولند جافه          | Fernando Ghia دیوید پاتنام رولند جافه                    | بریتانیا                       |
| بهترین فیلم                 | مونا لیزا                      | نیل جوردن           | Patrick Cassavetti استیو وولی نیل جوردن                  | بریتانیا                       |
| بهترین فیلم زبان خارجی      | آشوب                           | آکیرا کوروساوا      | Serge Silberman                                          | ژاپن/فرانسه                    |
| بهترین فیلم زبان خارجی      | بتی بلو                        | ژان-ژاک بنکس        | ژان-ژاک بنکس                                             | فرانسه                         |
| بهترین فیلم زبان خارجی      | جینجر و فرد                    | فدریکو فلینی        | آلبرتو گریمالدی                                          | ایتالیا/فرانسه/آلمان غربی      |
| بهترین فیلم زبان خارجی      | Otello                         | فرانکو زفیرلی       | مناهم گولان                                              | ایتالیا/هلند                   |
| ۱۹۸۸ (۴۱مین)                |                                |                     |                                                          |                                |
| بهترین فیلم                 | ژان دو فلورت                   | کلود بری            | کلود بری                                                 | فرانسه/ سوییس/ایتالیا          |
| بهترین فیلم                 | آزادی را فریاد کن              | ریچارد اتنبورو      | ریچارد اتنبورو                                           | بریتانیا                       |
| بهترین فیلم                 | امید و افتخار                  | جان بورمن           | جان بورمن                                                | بریتانیا                       |
| بهترین فیلم                 | روزگار رادیو                   | وودی آلن            | رابرت گرینهوت                                            | آمریکا                         |
| بهترین فیلم زبان خارجی      | قربانی                         | آندری تارکوفسکی     | آنا لنا وبوم                                             | سوئد/انگلستان/فرانسه           |
| بهترین فیلم زبان خارجی      | ژان دو فلورت                   | کلود بری            | Pierre Grunstein آلن پواره                               | فرانسه/سوییس/ایتالیا           |
| بهترین فیلم زبان خارجی      | Manon des Sources              | کلود بری            | Pierre Grunstein آلن پواره                               | فرانسه/سوییس/ایتالیا           |
| بهترین فیلم زبان خارجی      | زندگی من مانند سگ              | لاسه هالستروم       | والدمار برگندال                                          | سوئد                           |
| ۱۹۸۹ (۴۲مین)                |                                |                     |                                                          |                                |
| بهترین فیلم                 | آخرین امپراتور                 | برناردو برتولوچی    | جرمی توماس برناردو برتولوچی                              | ایتالیا/چین/بریتانیا/فرانسه    |
| بهترین فیلم                 | خداحافظ بچه‌ها                  | لویی مال            | لویی مال                                                 | فرانسه/آلمان غربی              |
| بهترین فیلم                 | ضیافت بابت                     | گابریل آکسل         | Just Betzer بو کریستنسن                                  | دانمارک                        |
| بهترین فیلم                 | ماهی به نام وندا               | چارلز کریچتون       | مایکل شمبرگ                                              | بریتانیا/آمریکا                |
| بهترین فیلم غیرانگلیسی زبان | ضیافت بابت                     | گابریل آکسل         | Just Betzer                                              | دانمارک                        |
| بهترین فیلم غیرانگلیسی زبان | خداحافظ بچه‌ها                  | لویی مال            | لویی مال                                                 | فرانسه/آلمان غربی              |
| بهترین فیلم غیرانگلیسی زبان | چشمان سیاه                     | نیکیتا میخالکوف     | کارلو کوچی                                               | ایتالیا                        |
| بهترین فیلم غیرانگلیسی زبان | زیر آسمان برلین                | ویم وندرس           | آناتول دومان                                             | آلمان غربی/فرانسه              |

## دهه ۱۹۹۰
| شاخه                                           | فیلم                        | کارگردان               | تهیه‌کننده                                                         | کشور                                 |
| ---------------------------------------------- | --------------------------- | ---------------------- | ----------------------------------------------------------------- | ------------------------------------ |
| ۱۹۹۰ (۴۳مین)                                   |                             |                        |                                                                   |                                      |
| بهترین فیلم                                    | انجمن شاعران مرده           | پیتر ویر               | Steven Haft پال یونگر ویت Tony Thomas                             | آمریکا                               |
| بهترین فیلم                                    | پای چپ من                   | جیم شریدان             | Noel Pearson                                                      | ایرلند/بریتانیا                      |
| بهترین فیلم                                    | شرلی ولنتاین                | لوئیس گیلبرت           | لوئیس گیلبرت                                                      | بریتانیا/آمریکا                      |
| بهترین فیلم                                    | وقتی هری سالی را دید...     | راب رینر               | راب رینر اندرو شینمن                                              | آمریکا                               |
| بهترین فیلم غیرانگلیسی زبان                    | Life and Nothing But        | برتران تاورنیه         | رنه کلایتمن                                                       | فرانسه                               |
| بهترین فیلم غیرانگلیسی زبان                    | پله فاتح                    | بیله آگوست             | پر هولست                                                          | دانمارک/سوئد                         |
| بهترین فیلم غیرانگلیسی زبان                    | سلام بمبئی                  | میرا نایر              | Gabriel Auer میرا نایر                                            | هند/انگلستان/فرانسه                  |
| بهترین فیلم غیرانگلیسی زبان                    | زنان در آستانه فروپاشی عصبی | پدرو آلمودوار          | پدرو آلمودوار                                                     | اسپانیا                              |
| ۱۹۹۱ (۴۴مین)                                   |                             |                        |                                                                   |                                      |
| بهترین فیلم                                    | رفقای خوب                   | مارتین اسکورسیزی       | رابرت چارتوف ایروین وینکلر                                        | آمریکا                               |
| بهترین فیلم                                    | جرم‌ها و بزه‌کاری‌ها           | وودی آلن               | رابرت گرینهوت                                                     | آمریکا                               |
| بهترین فیلم                                    | رانندگی برای خانم دیزی      | بروس برسفورد           | Lili Fini Zanuck ریچارد دی زانوک                                  | آمریکا                               |
| بهترین فیلم                                    | زن زیبا                     | گری مارشال             | آرنان میلشان Steven Reuther                                       | آمریکا                               |
| بهترین فیلم غیرانگلیسی زبان                    | سینما پارادیزو              | جوزپه تورناتوره        | فرانکو کریستالدی                                                  | ایتالیا                              |
| بهترین فیلم غیرانگلیسی زبان                    | Jesus of Montreal           | دنیس آرکند             | راجر فراپیر Pierre Gendron                                        | کانادا/فرانسه                        |
| بهترین فیلم غیرانگلیسی زبان                    | Milou en mai                | لویی مال               |                                                                   | فرانسه/ایتالیا                       |
| بهترین فیلم غیرانگلیسی زبان                    | Romuald et Juliette         | کولین سرو              | Jean-Louis Piel Philippe Carcassonne                              | فرانسه                               |
| ۱۹۹۲ (۴۵مین)                                   |                             |                        |                                                                   |                                      |
| بهترین فیلم                                    | The Commitments             | آلن پارکر              | Lynda Myles Roger Randall-Cutler                                  | ایرلند/بریتانیا/آمریکا               |
| بهترین فیلم                                    | رقصنده با گرگ‌ها             | کوین کاستنر            | کوین کاستنر Jim Wilson                                            | آمریکا/بریتانیا                      |
| بهترین فیلم                                    | سکوت بره‌ها                  | جاناتان دمی            | رون بزمن ادوارد ساکسون Kenneth Utt                                | آمریکا                               |
| بهترین فیلم                                    | تلما و لوییز                | ریدلی اسکات            | Mimi Polk                                                         | آمریکا                               |
| بهترین فیلم غیرانگلیسی زبان                    | The Nasty Girl              | میشائیل فرهوفن         | Michael Senftleben                                                | آلمان غربی                           |
| بهترین فیلم غیرانگلیسی زبان                    | Cyrano de Bergerac          | ژان پل راپنو           | رنه کلایتمن، میشل سیدو                                            | فرانسه                               |
| بهترین فیلم غیرانگلیسی زبان                    | The Hairdresser's Husband   | پاتریس لوکنت           | Thierry de Ganay                                                  | فرانسه                               |
| بهترین فیلم غیرانگلیسی زبان                    | توتوی قهرمان                | ژاکو فان دورمل         | Pierre Drouot Dany Geys                                           | بلژیک/فرانسه/آلمان                   |
| ۱۹۹۳ (۴۶مین)                                   |                             |                        |                                                                   |                                      |
| بهترین فیلم                                    | هواردز اند                  | جیمز ایوری             | اسماعیل مرچنت                                                     | بریتانیا                             |
| بهترین فیلم                                    | بازی گریه                   | نیل جوردن              | استیون وولی                                                       | بریتانیا/ژاپن                        |
| بهترین فیلم                                    | The Player                  | رابرت آلتمن            | دیوید براون (تهیه‌کننده) Michael Tolkin Nick Wechsler              | آمریکا                               |
| بهترین فیلم                                    | Strictly Ballroom           | باز لورمن              | Tristram Miall                                                    | استرالیا                             |
| بهترین فیلم                                    | نابخشوده (فیلم ۱۹۹۲)        | کلینت ایستوود          | کلینت ایستوود                                                     | آمریکا                               |
| بهترین فیلم غیرانگلیسی زبان                    | فانوس قرمز را برافزا        | ژانگ ییمو              | Fu-Sheng Chiu                                                     | چین/هنگ کنگ/تایوان                   |
| بهترین فیلم غیرانگلیسی زبان                    | Les Amants du Pont-Neuf     | لئوس کاراکس            | کریستین فچنر                                                      | فرانسه                               |
| بهترین فیلم غیرانگلیسی زبان                    | Delicatessen                | ژان-پیر ژونه مارک کارو | کلودی اوسار                                                       | فرانسه                               |
| بهترین فیلم غیرانگلیسی زبان                    | اروپا اروپا                 | آگنیشکا هولاند         | آرتور براونر مارگارت منه‌گز                                        | آلمان/فرانسه/لهستان                  |
| جایزه الکساندر کوردا برای بهترین فیلم بریتانیا | بازی گریه                   | نیل جوردن              | استیون وولی                                                       | انگلستان / ژاپن                      |
| ۱۹۹۴ (۴۷مین)                                   |                             |                        |                                                                   |                                      |
| بهترین فیلم                                    | فهرست شیندلر                | استیون اسپیلبرگ        | برانکو لوستیگ جرالد آر. مولن استیون اسپیلبرگ                      | آمریکا                               |
| بهترین فیلم                                    | پیانو                       | جین کمپیون             | Jan Chapman                                                       | استرالیا/فرانسه                      |
| بهترین فیلم                                    | بازمانده روز                | جیمز ایوری             | جان کلی اسماعیل مرچنت مایک نیکولز جیمز ایوری                      | بریتانیا/آمریکا                      |
| بهترین فیلم                                    | سرزمین سایه‌ها               | ریچارد اتنبورو         | ریچارد اتنبورو برایان ایستمن                                      | بریتانیا                             |
| بهترین فیلم غیرانگلیسی زبان                    | بدرود همخوابه من            | چن کایگه               | سو فنگ                                                            | چین/هنگ کنگ                          |
| بهترین فیلم غیرانگلیسی زبان                    | قلبی در زمستان              | کلود سوته              | ژان لویی لیوی، فیلیپ کارکاسن                                      | فرانسه                               |
| بهترین فیلم غیرانگلیسی زبان                    | Like Water for Chocolate    | آلفونسو آرائو          | آلفونسو آرائو                                                     | مکزیک                                |
| بهترین فیلم غیرانگلیسی زبان                    | هند و چین                   | رژیس وارنیه            | اریک هیومن                                                        | فرانسه                               |
| جایزه الکساندر کوردا برای بهترین فیلم بریتانیا | سرزمین سایه‌ها               | ریچارد اتنبورو         | Brian Eastman                                                     | انگلستان                             |
| جایزه الکساندر کوردا برای بهترین فیلم بریتانیا | تام و ویو                   | برایان گیلبرت          | مارک ساموئلسون، هاروی کاس، پیتر ساموئلسون                         | انگلستان / آمریکا                    |
| جایزه الکساندر کوردا برای بهترین فیلم بریتانیا | برهنه                       | مایک لی                | سیمون چنینگ-ویلیامز                                               | انگلستان                             |
| جایزه الکساندر کوردا برای بهترین فیلم بریتانیا | سنگ‌باران                    | کن لوچ                 | سالی هیبین                                                        | انگلستان                             |
| ۱۹۹۵ (۴۸مین)                                   |                             |                        |                                                                   |                                      |
| بهترین فیلم                                    | چهار عروسی و یک تشییع جنازه | مایک نیوول             | دانکن کنوورتی                                                     | بریتانیا                             |
| بهترین فیلم                                    | فارست گامپ                  | رابرت زمکیس            | وندی فینرمن استیو استارکی Steve Tisch                             | آمریکا                               |
| بهترین فیلم                                    | داستان عامه‌پسند             | کوئنتین تارانتینو      | لورنس بندر                                                        | آمریکا                               |
| بهترین فیلم                                    | مسابقه تلویزیونی            | رابرت ردفورد           | Michael Jacobs Julian Krainin Michael Nozik                       | آمریکا                               |
| بهترین فیلم غیرانگلیسی زبان                    | To Live                     | ژانگ ییمو              | Fu-Sheng Chiu                                                     | چین/هنگ کنگ                          |
| بهترین فیلم غیرانگلیسی زبان                    | سه‌رنگ: قرمز                 | کریشتوف کیشلوفسکی      | مارین کارمیتز                                                     | فرانسه/لهستان/سوییس                  |
| بهترین فیلم غیرانگلیسی زبان                    | بخور بنوش مرد زن            | انگ لی                 | Li-Kong Hsu                                                       | تایوان/آمریکا                        |
| جایزه الکساندر کوردا برای بهترین فیلم بریتانیا | قبر کم‌عمق                   | دنی بویل               | اندرو مک دونالد                                                   | انگلستان                             |
| جایزه الکساندر کوردا برای بهترین فیلم بریتانیا | Backbeat                    | ئی‌یین سافتلی           | Finola Dwyer                                                      | انگلستان / آلمان                     |
| جایزه الکساندر کوردا برای بهترین فیلم بریتانیا | Bhaji on the Beach          | گاریندر چادا           | Nadine Marsh-Edwards                                              | انگلستان                             |
| جایزه الکساندر کوردا برای بهترین فیلم بریتانیا | Priest                      | آنتونیا برد            | جرج اس.جی. فیبر                                                   | انگلستان                             |
| ۱۹۹۶ (۴۹مین)                                   |                             |                        |                                                                   |                                      |
| بهترین فیلم                                    | حس و حساسیت                 | انگ لی                 | Lindsay Doran                                                     | آمریکا/بریتانیا                      |
| بهترین فیلم                                    | مظنونین همیشگی              | برایان سینگر           | Michael McDonnell                                                 | آمریکا                               |
| بهترین فیلم                                    | عزیز                        | کریس نونان             | Bill Miller جرج میلر Doug Mitchell                                | استرالیا/آمریکا                      |
| بهترین فیلم                                    | جنون شاه جرج                | نیکلاس هایتنر          | Stephen Evans دیوید پارفیت                                        | بریتانیا                             |
| بهترین فیلم غیرانگلیسی زبان                    | ایل پوستینو: پستچی          | مایکل ردفورد           | ماریو چکی گوری ویتوریو چکی گوری Gaetano Daniele                   | فرانسه/ایتالیا/بلژیک                 |
| بهترین فیلم غیرانگلیسی زبان                    | Les Misérables              | کلود للوش              | کلود للوش                                                         | فرانسه                               |
| بهترین فیلم غیرانگلیسی زبان                    | La Reine Margot             | پاتریس شرو             | Pierre Grunstein                                                  | فرانسه/ایتالیا/آلمان                 |
| بهترین فیلم غیرانگلیسی زبان                    | آفتاب‌سوخته (فیلم ۱۹۹۴)      | نیکیتا میخالکوف        | Michel Seydoux                                                    | روسیه/فرانسه                         |
| جایزه الکساندر کوردا برای بهترین فیلم بریتانیا | جنون شاه جرج                | نیکلاس هایتنر          | Stephen Evans David Parfitt                                       | انگلستان                             |
| جایزه الکساندر کوردا برای بهترین فیلم بریتانیا | Carrington                  | کریستوفر همپتون        | Ronald Shedlo John McGrath                                        | انگلستان / فرانسه                    |
| جایزه الکساندر کوردا برای بهترین فیلم بریتانیا | رگ‌یابی                      | دنی بویل               | اندرو مک‌دانلد (تهیه‌کننده)                                         | انگلستان                             |
| جایزه الکساندر کوردا برای بهترین فیلم بریتانیا | زمین و آزادی                | کن لوچ                 | ربکا اوبراین                                                      | انگلستان / اسپانیا / آلمان / ایتالیا |
| ۱۹۹۷ (۵۰مین)                                   |                             |                        |                                                                   |                                      |
| بهترین فیلم                                    | بیمار انگلیسی               | آنتونی مینگلا          | سائول زانتز                                                       | آمریکا/بریتانیا                      |
| بهترین فیلم                                    | فارگو                       | برادران کوئن           | برادران کوئن                                                      | آمریکا                               |
| بهترین فیلم                                    | رازها و دروغ‌ها              | مایک لی                | سیمون چنینگ ویلیامز                                               | بریتانیا                             |
| بهترین فیلم                                    | Shine                       | اسکات هیکز             | Jane Scott                                                        | استرالیا                             |
| بهترین فیلم غیرانگلیسی زبان                    | مسخره                       | پاتریس لوکنت           | Frédéric Brillion Philippe Carcassonne Gilles Legrand             | فرانسه                               |
| بهترین فیلم غیرانگلیسی زبان                    | آنتونیا                     | مرلین گوریس            | Hans De Weers                                                     | هلند/بلژیک/انگلستان                  |
| بهترین فیلم غیرانگلیسی زبان                    | کلیا (فیلم ۱۹۹۶)            | یان اسویراک            | Eric Abraham                                                      | جمهوری چک                            |
| بهترین فیلم غیرانگلیسی زبان                    | نلی و آقای آرنو             | کلود سوته              | آلن سارد                                                          | فرانسه                               |
| جایزه الکساندر کوردا برای بهترین فیلم بریتانیا | رازها و دروغ‌ها              | مایک لی                | سیمون چنینگ ویلیامز                                               | انگلستان                             |
| جایزه الکساندر کوردا برای بهترین فیلم بریتانیا | ریچارد سوم (فیلم ۱۹۹۵)      | ریچارد لانکرین         | Lisa Katselas Paré استیون بیلی                                    | انگلستان                             |
| جایزه الکساندر کوردا برای بهترین فیلم بریتانیا | ناامیدی                     | مارک هرمن              | Steve Abbott                                                      | انگلستان                             |
| جایزه الکساندر کوردا برای بهترین فیلم بریتانیا | Carla's Song                | کن لوچ                 | Sally Hibbin                                                      | انگلستان / اسپانیا / آلمان           |
| ۱۹۹۸ (۵۱مین)                                   |                             |                        |                                                                   |                                      |
| بهترین فیلم                                    | آخر همه‌چیز (فیلم)           | پیتر کاتانیو           | اوبرتو پازولینی                                                   | بریتانیا                             |
| بهترین فیلم                                    | محرمانه لس‌آنجلس             | کرتیس هنسن             | کرتیس هنسن آرنان میلشان Michael Nathanson                         | آمریکا                               |
| بهترین فیلم                                    | خانم براون                  | John Madden            | Sarah Curtis                                                      | بریتانیا/ایرلند/آمریکا               |
| بهترین فیلم                                    | تایتانیک (فیلم ۱۹۹۷)        | جیمز کامرون            | جیمز کامرون جاون لانداو                                           | آمریکا                               |
| بهترین فیلم غیرانگلیسی زبان                    | آپارتمان (فیلم ۱۹۹۶)        | Gilles Mimouni         | Georges Benayoun                                                  | فرانسه/اسپانیا/ایتالیا               |
| بهترین فیلم غیرانگلیسی زبان                    | Lucie Aubrac                | کلود بری               | Pierre Grunstein                                                  | فرانسه                               |
| بهترین فیلم غیرانگلیسی زبان                    | Ma vie en rose              | آلن برلینه             | Carole Scotta                                                     | فرانسه/بلژیک/انگلستان                |
| بهترین فیلم غیرانگلیسی زبان                    | The Tango Lesson            | سالی پوتر              | Christopher Sheppard اسکار کرامر                                  | آرژانتین/انگلستان/فرانسه/آلمان/هلند  |
| جایزه الکساندر کوردا برای بهترین فیلم بریتانیا | Nil by Mouth                | گری الدمن              | لوک بسون Douglas Urbanski                                         | انگلستان                             |
| جایزه الکساندر کوردا برای بهترین فیلم بریتانیا | آخر همه‌چیز (فیلم)           | پیتر کاتانیو           | اوبرتو پازولینی                                                   | انگلستان                             |
| جایزه الکساندر کوردا برای بهترین فیلم بریتانیا | خانم براون                  | John Madden            | Sarah Curtis                                                      | انگلستان/ایرلند/آمریکا               |
| جایزه الکساندر کوردا برای بهترین فیلم بریتانیا | Regeneration                | گیلیز مک‌کینون          | Allan Scott Peter R. Simpson                                      | انگلستان/کانادا                      |
| جایزه الکساندر کوردا برای بهترین فیلم بریتانیا | The Borrowers               | Peter Hewitt           | تیم بوان اریک فلنر راشل تالالی                                    | انگلستان                             |
| جایزه الکساندر کوردا برای بهترین فیلم بریتانیا | بیست و چهار هفت (فیلم)      | شین مدوز               | Imogen West                                                       | انگلستان                             |
| ۱۹۹۹ (۵۲مین)                                   |                             |                        |                                                                   |                                      |
| بهترین فیلم                                    | شکسپیر عاشق                 | John Madden            | دونا گیگلیوتی مارک نورمن دیوید پارفیت هاروی واینستین ادوارد زوئیک | آمریکا/بریتانیا                      |
| بهترین فیلم                                    | الیزابت                     | شکهار کاپور            | تیم بوان اریک فلنر الیسون اوون                                    | بریتانیا                             |
| بهترین فیلم                                    | نجات سرباز رایان            | استیون اسپیلبرگ        | یان برایس مارک گوردون گری لوینسون استیون اسپیلبرگ                 | آمریکا                               |
| بهترین فیلم                                    | نمایش ترومن                 | پیتر ویر               | Edward S. Feldman اندرو نیکول اسکات رودین Adam Schroeder          | آمریکا                               |
| بهترین فیلم غیرانگلیسی زبان                    | ایستگاه مرکزی               | والتر سالس             | آرتور کوهن Martine de Clermont-Tonnerre                           | برزیل/فرانسه                         |
| بهترین فیلم غیرانگلیسی زبان                    | زندگی زیباست                | روبرتو بنینی           | Elda Ferri Gianluigi Braschi                                      | ایتالیا                              |
| بهترین فیلم غیرانگلیسی زبان                    | گوژپشت                      | فیلیپ د بروکا          | Patrick Godeau                                                    | فرانسه/ایتالیا/آلمان                 |
| بهترین فیلم غیرانگلیسی زبان                    | Live Flesh                  | پدرو آلمودوار          | Agustín Almodóvar                                                 | اسپانیا/فرانسه                       |
| جایزه الکساندر کوردا برای بهترین فیلم بریتانیا | الیزابت                     | شکهار کاپور            | الیسون اوون اریک فلنر تیم بوان                                    | انگلستان                             |
| جایزه الکساندر کوردا برای بهترین فیلم بریتانیا | هیلاری و جکی                | آناند تاکر             | Andy Paterson Nicolas Kent                                        | انگلستان                             |
| جایزه الکساندر کوردا برای بهترین فیلم بریتانیا | Little Voice                | مارک هرمن              | الیزابت کارلسن                                                    | انگلستان                             |
| جایزه الکساندر کوردا برای بهترین فیلم بریتانیا | قفل، انبار و دو بشکه باروت  | گای ریچی               | متیو وان                                                          | انگلستان                             |
| جایزه الکساندر کوردا برای بهترین فیلم بریتانیا | درهای کشویی                 | پیتر هاویت             | سیدنی پولاک مارتین کلونز ویلیام هوربرگ                            | انگلستان/آمریکا                      |

## دهه ۲۰۰۰
| شاخه                                           | فیلم                                                              | کارگردان                      | تهیه‌کننده                                                                         | کشور                                                   |
| ---------------------------------------------- | ----------------------------------------------------------------- | ----------------------------- | --------------------------------------------------------------------------------- | ------------------------------------------------------ |
| ۲۰۰۰ (۵۳مین)                                   |                                                                   |                               |                                                                                   |                                                        |
| بهترین فیلم                                    | زیبایی آمریکایی                                                   | سام مندس                      | بروس کوئن Dan Jinks                                                               | آمریکا                                                 |
| بهترین فیلم                                    | East is East                                                      | دامین اودانل                  | Leslee Udwin                                                                      | بریتانیا                                               |
| بهترین فیلم                                    | پایان رابطه (فیلم ۱۹۹۹)                                           | نیل جوردن                     | نیل جوردن استیون وولی                                                             | بریتانیا/آمریکا                                        |
| بهترین فیلم                                    | حس ششم                                                            | ام. نایت شیامالان             | فرانک مارشال کاتلین کندی Barry Mendel                                             | آمریکا                                                 |
| بهترین فیلم                                    | آقای ریپلی بااستعداد                                              | آنتونی مینگلا                 | ویلیام هوربرگ Tom Sternberg                                                       | آمریکا                                                 |
| بهترین فیلم غیرانگلیسی زبان                    | همه چیز درباره مادرم                                              | پدرو آلمودوار                 | Agustín Almodóvar                                                                 | اسپانیا/فرانسه                                         |
| بهترین فیلم غیرانگلیسی زبان                    | Buena Vista Social Club                                           | ویم وندرس                     | Rosa Bosch Ulrich Felsberg دیپاک نیر                                              | آلمان/کوبا                                             |
| بهترین فیلم غیرانگلیسی زبان                    | جشن (فیلم)                                                        | توماس وینتربرگ                | Birgitte Hald مورتن کافمن                                                         | دانمارک/سوئد                                           |
| بهترین فیلم غیرانگلیسی زبان                    | لولا می‌دود                                                        | تام تیکور                     | استفان آرنت                                                                       | آلمان                                                  |
| جایزه الکساندر کوردا برای بهترین فیلم بریتانیا | East Is East                                                      | دامین اودانل                  | لزلی آدوین                                                                        | انگلستان                                               |
| جایزه الکساندر کوردا برای بهترین فیلم بریتانیا | ناتینگ هیل                                                        | راجر میشل                     | دانکن کنوورتی                                                                     | انگلستان                                               |
| جایزه الکساندر کوردا برای بهترین فیلم بریتانیا | وارونه (فیلم ۱۹۹۹)                                                | مایک لی                       | سیمون چنینگ ویلیامز                                                               | انگلستان                                               |
| جایزه الکساندر کوردا برای بهترین فیلم بریتانیا | Wonderland                                                        | مایکل وینترباتم               | Michele Camarda اندرو ایتون                                                       | انگلستان                                               |
| جایزه الکساندر کوردا برای بهترین فیلم بریتانیا | Ratcatcher                                                        | لین رمزی                      | Gavin Emerson                                                                     | انگلستان/فرانسه                                        |
| جایزه الکساندر کوردا برای بهترین فیلم بریتانیا | Onegin                                                            | مارتا فاینز                   | آیلین میزل Simon Bosanquet                                                        | انگلستان                                               |
| ۲۰۰۱ (۵۴مین)                                   |                                                                   |                               |                                                                                   |                                                        |
| بهترین فیلم                                    | گلادیاتور                                                         | ریدلی اسکات                   | دیوید فرانزونی برانکو لوستیگ داگلاس ویک                                           | آمریکا/انگلستان                                        |
| بهترین فیلم                                    | تقریباً مشهور                                                      | کامرن کرو                     | یان برایس کامرن کرو                                                               | آمریکا                                                 |
| بهترین فیلم                                    | بیلی الیوت                                                        | استیون دالدری                 | گرگ برنمن Jon Finn                                                                | انگلستان                                               |
| بهترین فیلم                                    | ارین براکویچ                                                      | استیون سودربرگ                | دنی دویتو مایکل شمبرگ استیسی شر                                                   | آمریکا                                                 |
| بهترین فیلم                                    | ببر خیزان، اژدهای پنهان                                           | انگ لی                        | Hsu Li Kong ویلیام کانگ انگ لی                                                    | تایوان/هنگ کنگ/آمریکا/ چین                             |
| بهترین فیلم غیرانگلیسی زبان                    | ببر خیزان، اژدهای پنهان                                           | انگ لی                        | Hsu Li Kong ویلیام کانگ انگ لی                                                    | تایوان/هنگ کنگ/آمریکا/ چین                             |
| بهترین فیلم غیرانگلیسی زبان                    | دختری بر روی پل                                                   | پاتریس لوکنت                  | کریستین فچنر                                                                      | فرانسه                                                 |
| بهترین فیلم غیرانگلیسی زبان                    | هری، او برای کمک اینجاست                                          | دومینیک مول                   | Michel Saint-Jean                                                                 | فرانسه                                                 |
| بهترین فیلم غیرانگلیسی زبان                    | در حال و هوای عشق                                                 | وونگ کار وای                  | وونگ کار وای                                                                      | هنگ کنگ/فرانسه                                         |
| بهترین فیلم غیرانگلیسی زبان                    | مالنا                                                             | جوزپه تورناتوره               | هاروی واینستین Carlo Bernasconi                                                   | ایتالیا/آمریکا                                         |
| جایزه الکساندر کوردا برای بهترین فیلم بریتانیا | بیلی الیوت                                                        | استیون دالدری                 | گرگ برنمن Jonathan Finn                                                           | انگلستان                                               |
| جایزه الکساندر کوردا برای بهترین فیلم بریتانیا | فرار مرغی                                                         | نیک پارک                      | پیتر لرد دیوید اسپروسون                                                           | انگلستان                                               |
| جایزه الکساندر کوردا برای بهترین فیلم بریتانیا | جانور سکسی                                                        | جاناتان گلیزر                 | جرمی توماس                                                                        | انگلستان/اسپانیا                                       |
| جایزه الکساندر کوردا برای بهترین فیلم بریتانیا | Last Resort                                                       | پاوو پاولیکوفسکی              | روث کیلب                                                                          | انگلستان                                               |
| جایزه الکساندر کوردا برای بهترین فیلم بریتانیا | The House of Mirth                                                | ترنس دیویس                    | Olivia Stewart                                                                    | انگلستان/فرانسه/آلمان/ آمریکا                          |
| ۲۰۰۲ (۵۵مین)                                   |                                                                   |                               |                                                                                   |                                                        |
| بهترین فیلم                                    | ارباب حلقه‌ها: یاران حلقه                                          | پیتر جکسون                    | پیتر جکسون باری ام آزبرن Tim Sanders فرن والش                                     | انگلستان/نیوزلند/آمریکا                                |
| بهترین فیلم                                    | ذهن زیبا                                                          | ران هاوارد                    | برایان گریزر ران هاوارد                                                           | آمریکا                                                 |
| بهترین فیلم                                    | سرنوشت شگفت‌انگیز املی پولن                                        | ژان-پیر ژونه                  | Jean-Marc Deschamps کلودی اوسار                                                   | فرانسه/آلمان                                           |
| بهترین فیلم                                    | مولن روژ!                                                         | باز لورمن                     | Fred Baron Martin Brown باز لورمن                                                 | استرالیا/آمریکا                                        |
| بهترین فیلم                                    | شرک                                                               | اندرو آدامسون ویکی جنسون      | جفری کاتزنبرگ آرون وارنر John H. Williams                                         | آمریکا                                                 |
| بهترین فیلم غیرانگلیسی زبان                    | عشق سگی                                                           | آلخاندرو گونزالز اینیاریتو    | آلخاندرو گونزالز اینیاریتو                                                        | مکزیک                                                  |
| بهترین فیلم غیرانگلیسی زبان                    | سرنوشت شگفت‌انگیز املی پولن                                        | ژان-پیر ژونه                  | Claudie Ossard                                                                    | فرانسه/آلمان                                           |
| بهترین فیلم غیرانگلیسی زبان                    | Behind the Sun                                                    | والتر سالس                    | آرتور کوهن                                                                        | برزیل/فرانسه/سوییس                                     |
| بهترین فیلم غیرانگلیسی زبان                    | عروسی مانسون                                                      | میرا نایر                     | Caroline Baron                                                                    | هند/آمریکا/فرانسه/ ایتالیا/آلمان                       |
| بهترین فیلم غیرانگلیسی زبان                    | معلم پیانو                                                        | میشائل هانکه                  | Veit Heiduschka                                                                   | فرانسه/آلمان/لهستان/ اتریش                             |
| جایزه الکساندر کوردا برای بهترین فیلم بریتانیا | گاسفورد پارک                                                      | رابرت آلتمن                   | باب بالابان David Levy                                                            | انگلستان/آمریکا/ ایتالیا                               |
| جایزه الکساندر کوردا برای بهترین فیلم بریتانیا | خاطرات بریجت جونز                                                 | شارون مگوایر                  | تیم بوان Eric Fellner Jonathan Cavendish                                          | انگلستان                                               |
| جایزه الکساندر کوردا برای بهترین فیلم بریتانیا | هری پاتر و سنگ جادو                                               | کریس کلمبوس (فیلم‌ساز)         | دیوید هیمن                                                                        | انگلستان/آمریکا                                        |
| جایزه الکساندر کوردا برای بهترین فیلم بریتانیا | آیریس                                                             | ریچارد ایر (کارگردان)         | Robert Fox اسکات رودین                                                            | انگلستان/آمریکا                                        |
| جایزه الکساندر کوردا برای بهترین فیلم بریتانیا | من بدون تو (فیلم)                                                 | Sandra Goldbacher             | Finola Dwyer                                                                      | انگلستان/آلمان                                         |
| ۲۰۰۳ (۵۶مین)                                   |                                                                   |                               |                                                                                   |                                                        |
| بهترین فیلم                                    | پیانیست                                                           | رومن پولانسکی                 | Robert Benmussa رومن پولانسکی آلن سارد                                            | فرانسه/آلمان/بریتانیا/ لهستان                          |
| بهترین فیلم                                    | شیکاگو (فیلم ۲۰۰۲)                                                | راب مارشال                    | مارتین ریچاردز (تولیدکننده)                                                       | آمریکا/آلمان                                           |
| بهترین فیلم                                    | دار و دسته‌های نیویورکی                                            | مارتین اسکورسیزی              | آلبرتو گریمالدی هاروی واینستین                                                    | آمریکا                                                 |
| بهترین فیلم                                    | ساعت‌ها                                                            | استیون دالدری                 | Robert Fox اسکات رودین                                                            | انگلستان/آمریکا                                        |
| بهترین فیلم                                    | دو برج                                                            | پیتر جکسون                    | پیتر جکسون باری ام آزبرن فرن والش                                                 | انگلستان/نیوزلند/آمریکا                                |
| بهترین فیلم غیرانگلیسی زبان                    | با او حرف بزن                                                     | پدرو آلمودوار                 | Agustín Almodóvar                                                                 | اسپانیا                                                |
| بهترین فیلم غیرانگلیسی زبان                    | و مادرت را هم                                                     | آلفونسو کوارون                | Jorge Vergara                                                                     | مکزیک                                                  |
| بهترین فیلم غیرانگلیسی زبان                    | شهر خدا (فیلم ۲۰۰۲)                                               | فرناندو میرلس Kátia Lund      | Andrea Barata Ribeiro Mauricio Andrade Ramos                                      | برزیل/فرانسه/آمریکا                                    |
| بهترین فیلم غیرانگلیسی زبان                    | دوداس                                                             | سانجای لیلا بانسالی           | Bharat Shah                                                                       | هند                                                    |
| بهترین فیلم غیرانگلیسی زبان                    | The Warrior                                                       | آصف کاپادیا                   | Bertrand Faivre                                                                   | انگلستان/آلمان                                         |
| جایزه الکساندر کوردا برای بهترین فیلم بریتانیا | The Warrior                                                       | آصف کاپادیا                   | Bertrand Faivre                                                                   | انگلستان/آلمان                                         |
| جایزه الکساندر کوردا برای بهترین فیلم بریتانیا | ساعت‌ها                                                            | استیون دالدری                 | Scott Rudin Robert Fox                                                            | انگلستان/آمریکا                                        |
| جایزه الکساندر کوردا برای بهترین فیلم بریتانیا | چیزهای زیبای کثیف                                                 | استیون فریرز                  | Tracey Seaward Robert Jones                                                       | انگلستان                                               |
| جایزه الکساندر کوردا برای بهترین فیلم بریتانیا | مثل بکام کات‌دار بزن                                               | گاریندر چادا                  | دیپاک نیر                                                                         | انگلستان/آلمان/آمریکا                                  |
| جایزه الکساندر کوردا برای بهترین فیلم بریتانیا | خواهران مگدالن                                                    | پیتر مولان                    | فرانسهs Higson                                                                    | انگلستان                                               |
| ۲۰۰۴ (۵۷مین)                                   |                                                                   |                               |                                                                                   |                                                        |
| بهترین فیلم                                    | بازگشت پادشاه                                                     | پیتر جکسون                    | پیتر جکسون باری ام آزبرن فرن والش                                                 | انگلستان/نیوزلند                                       |
| بهترین فیلم                                    | ماهی بزرگ                                                         | تیم برتون                     | بروس کوئن Dan Jinks ریچارد دی زانوک                                               | آمریکا                                                 |
| بهترین فیلم                                    | کوهستان سرد                                                       | آنتونی مینگلا                 | آلبرت برگر ویلیام هوربرگ سیدنی پولاک ران یرکسا                                    | انگلستان/آمریکا                                        |
| بهترین فیلم                                    | گمشده در ترجمه                                                    | سوفیا کوپولا                  | سوفیا کوپولا رس کاتز                                                              | آمریکا/ژاپن                                            |
| بهترین فیلم                                    | ناخدا و فرمانده: آخر دنیا                                         | پیتر ویر                      | ساموئل گلدوین جونیور Duncan Henderson پیتر ویر                                    | انگلستان/آمریکا                                        |
| بهترین فیلم غیرانگلیسی زبان                    | در این جهان                                                       | مایکل وینترباتم               | اندرو ایتون انیتا اورلند                                                          | انگلستان                                               |
| بهترین فیلم غیرانگلیسی زبان                    | تهاجم بربرها                                                      | دنیس آرکند                    | Denise Robert Daniel Louis                                                        | کانادا                                                 |
| بهترین فیلم غیرانگلیسی زبان                    | سه قلوهای بلیول                                                   | سیلوین شومه                   | Didier Brunner                                                                    | فرانسه/بلژیک/کانادا/ انگلستان                          |
| بهترین فیلم غیرانگلیسی زبان                    | بودن و داشتن                                                      | نیکلا فیلیبر                  | Gilles Sandoz                                                                     | فرانسه                                                 |
| بهترین فیلم غیرانگلیسی زبان                    | خداحافظ لنین                                                      | ولفگانگ بکر                   | استفان آرنت                                                                       | آلمان                                                  |
| بهترین فیلم غیرانگلیسی زبان                    | شهر اشباح                                                         | هایائو میازاکی                | توشیو سوزوکی                                                                      | ژاپن                                                   |
| جایزه الکساندر کوردا برای بهترین فیلم بریتانیا | Touching the Void                                                 | کوین مک‌دانلد                  | John Smithson                                                                     | انگلستان                                               |
| جایزه الکساندر کوردا برای بهترین فیلم بریتانیا | کوهستان سرد                                                       | آنتونی مینگلا                 | سیدنی پولاک William Horberg، آلبرت برگر، Ron Yerxa                                | انگلستان/آمریکا                                        |
| جایزه الکساندر کوردا برای بهترین فیلم بریتانیا | Girl with a Pearl Earring                                         | پیتر وبر                      | آناند تاکر Andy Paterson                                                          | انگلستان/لوکزامبورگ                                    |
| جایزه الکساندر کوردا برای بهترین فیلم بریتانیا | در واقع عشق                                                       | ریچارد کرتیس                  | دانکن کنوورتی تیم بوان Eric Fellner                                               | انگلستان                                               |
| جایزه الکساندر کوردا برای بهترین فیلم بریتانیا | در این جهان                                                       | مایکل وینترباتم               | اندرو ایتون انیتا اورلند                                                          | انگلستان                                               |
| ۲۰۰۵ (۵۸مین)                                   |                                                                   |                               |                                                                                   |                                                        |
| بهترین فیلم                                    | هوانورد                                                           | مارتین اسکورسیزی              | Sandy Climan Charles Evans Jr. گراهام کینگ مایکل مان                              | آمریکا                                                 |
| بهترین فیلم                                    | خاطرات موتورسیلکت                                                 | والتر سالس                    | Michael Nozik Edgard Tenenbaum Karen Tenkhoff                                     | برزیل/آمریکا/آلمان/انگلستان/ آرژانتین/شیلی/پرو/ فرانسه |
| بهترین فیلم                                    | درخشش ابدی یک ذهن پاک                                             | میشل گوندری                   | Anthony Bregman استیو گولین                                                       | آمریکا                                                 |
| بهترین فیلم                                    | در جستجوی ناکجاآباد                                               | مارک فورستر                   | Nellie Bellflower ریچارد ان. گلدستاین                                             | انگلستان/آمریکا                                        |
| بهترین فیلم                                    | ورا دریک                                                          | مایک لی                       | سیمون چنینگ ویلیامز آلن سارد                                                      | بریتانیا/فرانسه                                        |
| بهترین فیلم غیرانگلیسی زبان                    | خاطرات موتورسیلکت                                                 | والتر سالس                    | Michael Nozik Edgard Tenenbaum Karen Tenkhoff                                     | برزیل/آرژانتین/پرو/شیلی/ انگلستان/آمریکا/فرانسه/ آلمان |
| بهترین فیلم غیرانگلیسی زبان                    | The Chorus                                                        | کریستف باراتیه                | آرتور کوهن Nicolas Mauvernay ژاک پرن                                              | فرانسه/سوییس/آلمان                                     |
| بهترین فیلم غیرانگلیسی زبان                    | یکشنبه طولانی نامزدی                                              | ژان-پیر ژونه                  | Francis Boespflug                                                                 | فرانسه/آمریکا                                          |
| بهترین فیلم غیرانگلیسی زبان                    | Bad Education                                                     | پدرو آلمودوار                 | Agustín Almodóvar                                                                 | اسپانیا                                                |
| بهترین فیلم غیرانگلیسی زبان                    | خانه خنجرهای پران                                                 | ژانگ ییمو                     | ویلیام کانگ                                                                       | چین/هنگ کنگ                                            |
| جایزه الکساندر کوردا برای بهترین فیلم بریتانیا | تابستان عشقی من                                                   | پاوو پاولیکوفسکی              | تانیا سقطچیان Chris Collins                                                       | انگلستان                                               |
| جایزه الکساندر کوردا برای بهترین فیلم بریتانیا | ورا دریک                                                          | مایک لی                       | Simon Channing-Williams آلن سارد                                                  | انگلستان/فرانسه                                        |
| جایزه الکساندر کوردا برای بهترین فیلم بریتانیا | هری پاتر و زندانی آزکابان                                         | آلفونسو کوارون                | دیوید هیمن کریس کلمبوس (فیلم‌ساز) Mark Radcliffe                                   | انگلستان/آمریکا                                        |
| جایزه الکساندر کوردا برای بهترین فیلم بریتانیا | شان می‌میرد                                                        | ادگار رایت                    | نایرا پارک                                                                        | انگلستان                                               |
| جایزه الکساندر کوردا برای بهترین فیلم بریتانیا | Dead Man's Shoes                                                  | شین مدوز                      | مارک هربرت                                                                        | انگلستان                                               |
| ۲۰۰۶ (۵۹مین)                                   |                                                                   |                               |                                                                                   |                                                        |
| بهترین فیلم                                    | کوهستان بروکبک                                                    | انگ لی                        | دایانا اسانا جیمز شیمس                                                            | آمریکا                                                 |
| بهترین فیلم                                    | کاپوتی                                                            | بنت میلر                      | Caroline Baron Michael Ohoven William Vince                                       | آمریکا/کانادا                                          |
| بهترین فیلم                                    | باغبان وفادار                                                     | فرناندو میرلس                 | Simon Channing Williams                                                           | بریتانیا/آلمان                                         |
| بهترین فیلم                                    | تصادف                                                             | پل هگیس                       | دان چیدل Cathy Schulman باب یاری                                                  | آمریکا/آلمان                                           |
| بهترین فیلم                                    | شب به خیر و موفق باشید.                                           | جرج کلونی                     | گرانت هسلو                                                                        | آمریکا                                                 |
| بهترین فیلم غیرانگلیسی زبان                    | The Beat That My Heart Skipped (De battre mon coeur s'est arrêté) | ژاک اودیار                    | Pascal Caucheteux                                                                 | فرانسه                                                 |
| بهترین فیلم غیرانگلیسی زبان                    | Le Grand Voyage                                                   | Ismaël Ferrouhki              | هامبرت بالسان                                                                     | فرانسه/مراکش                                           |
| بهترین فیلم غیرانگلیسی زبان                    | کریسمس مبارک (فیلم)                                               | کریستین کاریون                | Christophe Rossignon                                                              | فرانسه/آلمان/بلژیک/ انگلستان/رومانی                    |
| بهترین فیلم غیرانگلیسی زبان                    | جنب و جوش کنگ فو                                                  | استفن چو                      | Po Chu Chui Jeffrey Lau                                                           | چین/هنگ کنگ                                            |
| بهترین فیلم غیرانگلیسی زبان                    | ساتسی                                                             | گوین هود                      | Peter Fudakowski                                                                  | آفریقای جنوبی/انگلستان                                 |
| جایزه الکساندر کوردا برای بهترین فیلم بریتانیا | والاس و گرومیت: نفرین موجود خرگوش‌نما                              | نیک پارک Steve Box            | Claire Jennings دیوید اسپروسون باب بیکر                                           | انگلستان                                               |
| جایزه الکساندر کوردا برای بهترین فیلم بریتانیا | باغبان وفادار                                                     | فرناندو میرلس                 | Simon Channing-Williams Jeffrey Caine                                             | انگلستان/آلمان                                         |
| جایزه الکساندر کوردا برای بهترین فیلم بریتانیا | غرور و تعصب                                                       | جو رایت                       | تیم بوان، Eric Fellner Paul Webster, Deborah Moggach                              | انگلستان                                               |
| جایزه الکساندر کوردا برای بهترین فیلم بریتانیا | A Cock and Bull Story                                             | مایکل وینترباتم               | اندرو ایتون فرانک کوترل بویس                                                      | انگلستان                                               |
| جایزه الکساندر کوردا برای بهترین فیلم بریتانیا | Festival                                                          | Annie Griffin                 | Christopher Young                                                                 | انگلستان                                               |
| ۲۰۰۷ (۶۰مین)                                   |                                                                   |                               |                                                                                   |                                                        |
| بهترین فیلم                                    | ملکه (فیلم ۲۰۰۶)                                                  | استیون فریرز                  | تریسی سی‌وارد Christine Langan اندی هریز                                           | انگلستان/فرانسه/ایتالیا                                |
| بهترین فیلم                                    | بابل                                                              | آلخاندرو گونزالز اینیاریتو    | آلخاندرو گونزالز اینیاریتو جان کیلیک استیو گولین                                  | آمریکا/مکزیک/فرانسه                                    |
| بهترین فیلم                                    | رفتگان                                                            | مارتین اسکورسیزی              | برد پیت برد گری گراهام کینگ                                                       | آمریکا                                                 |
| بهترین فیلم                                    | آخرین پادشاه اسکاتلند                                             | کوین مک‌دانلد                  | آندرئا کالدروود Lisa Bryer Charles Steel                                          | انگلستان                                               |
| بهترین فیلم                                    | میس سان‌شاین کوچولو                                                | جاناتان دیتون و ولری فاریس    | David T. Friendly Peter Saraf Marc Turtletaub                                     | آمریکا                                                 |
| بهترین فیلم غیرانگلیسی زبان                    | هزارتوی پن                                                        | گیرمو دل تورو                 | آلفونسو کوارون Bertha Navarro Frida Torresblanco                                  | مکزیک/اسپانیا                                          |
| بهترین فیلم غیرانگلیسی زبان                    | آپوکالیپتو                                                        | مل گیبسون                     | بروس دیوی                                                                         | آمریکا                                                 |
| بهترین فیلم غیرانگلیسی زبان                    | کتاب سیاه                                                         | پل ورهوفن                     | Teun Hilte, San Fu Maltha Jens Meurer                                             | هلند/بلژیک/انگلستان/ آلمان                             |
| بهترین فیلم غیرانگلیسی زبان                    | Paint It Yellow (Rang De Basanti)                                 | راکیش امپراکاش مهرا           | رونی اسکروالا                                                                     | هند                                                    |
| بهترین فیلم غیرانگلیسی زبان                    | بازگشت                                                            | پدرو آلمودوار                 | Agustín Almodóvar                                                                 | اسپانیا                                                |
| جایزه الکساندر کوردا برای بهترین فیلم بریتانیا | آخرین پادشاه اسکاتلند                                             | کوین مک‌دانلد                  | آندرئا کالدروود Lisa Bryer Charles Steel پیتر مورگان                              | انگلستان                                               |
| جایزه الکساندر کوردا برای بهترین فیلم بریتانیا | ملکه (فیلم ۲۰۰۶)                                                  | استیون فریرز                  | تریسی سی‌وارد Christine Langan اندی هریز پیتر مورگان                               | انگلستان/فرانسه/ایتالیا                                |
| جایزه الکساندر کوردا برای بهترین فیلم بریتانیا | کازینو رویال (فیلم ۲۰۰۶)                                          | مارتین کمپل                   | مایکل ویلسون، باربارا بروکولی، نیل پرویس و رابرت وید پل هگیس                      | آمریکا/آلمان/انگلستان/ جمهوری چک                       |
| جایزه الکساندر کوردا برای بهترین فیلم بریتانیا | یونایتد ۹۳                                                        | پل گرینگرس                    | تیم بوان لوید لوین                                                                | انگلستان/آمریکا                                        |
| جایزه الکساندر کوردا برای بهترین فیلم بریتانیا | یادداشت‌هایی بر یک رسوایی                                          | ریچارد ایر (کارگردان)         | اسکات رودین Robert Fox                                                            | انگلستان                                               |
| ۲۰۰۸ (۶۱مین)                                   |                                                                   |                               |                                                                                   |                                                        |
| بهترین فیلم                                    | کفاره                                                             | جو رایت                       | Tim Bevan, Eric Fellner, Paul Webster                                             | انگلستان                                               |
| بهترین فیلم                                    | گانگستر آمریکایی                                                  | ریدلی اسکات                   | برایان گریزر، ریدلی اسکات                                                         | آمریکا                                                 |
| بهترین فیلم                                    | زندگی دیگران                                                      | فلوریان هنکل فون دونرسمارک    | Quirin Berg, Max Wiedemann                                                        | آلمان                                                  |
| بهترین فیلم                                    | جایی برای پیرمردها نیست                                           | برادران کوئن and برادران کوئن | برادران کوئن، برادران کوئن اسکات رودین                                            | آمریکا                                                 |
| بهترین فیلم                                    | خون به پا خواهد شد                                                | پل توماس آندرسن               | JoAnne Sellar, Daniel Lupi                                                        | آمریکا                                                 |
| بهترین فیلم غیرانگلیسی زبان                    | زندگی دیگران                                                      | فلوریان هنکل فون دونرسمارک    | Quirin Berg, Max Wiedemann                                                        | آلمان                                                  |
| بهترین فیلم غیرانگلیسی زبان                    | لباس غواصی و پروانه                                               | جولیان اشنابل                 | Kathleen Kennedy, Jon Kilik                                                       | فرانسه/آمریکا                                          |
| بهترین فیلم غیرانگلیسی زبان                    | بادبادک‌باز                                                        | مارک فورستر                   | William Horberg, والتر پارکس، Rebecca Yeldham, E. Bennett Walsh, Laurie Macdonald | آمریکا                                                 |
| بهترین فیلم غیرانگلیسی زبان                    | زندگی مانند گل سرخ                                                | الیویه داهان                  | Alain Goldman                                                                     | فرانسه/انگلستان/جمهوری چک                              |
| بهترین فیلم غیرانگلیسی زبان                    | Lust, Caution (Se, jie)                                           | انگ لی                        | انگ لی ویلیام کانگ جیمز شیمس                                                      | آمریکا/چین/تایوان/ هنگ کنگ                             |
| جایزه الکساندر کوردا برای بهترین فیلم بریتانیا | این انگلستان است                                                  | شین مدوز                      | مارک هربرت                                                                        | انگلستان                                               |
| جایزه الکساندر کوردا برای بهترین فیلم بریتانیا | کفاره                                                             | جو رایت                       | Tim Bevan, Eric Fellner, Paul Webster                                             | انگلستان                                               |
| جایزه الکساندر کوردا برای بهترین فیلم بریتانیا | اولتیماتوم بورن                                                   | پل گرینگرس                    | Patrick Crowley, فرانک مارشال، Paul L. Sandberg, داگ لیمان                        | آمریکا/انگلستان                                        |
| جایزه الکساندر کوردا برای بهترین فیلم بریتانیا | Control                                                           | آنتون کوربین                  | Tony Wilson, ایان کرتیس                                                           | انگلستان                                               |
| جایزه الکساندر کوردا برای بهترین فیلم بریتانیا | قول‌های شرقی                                                       | دیوید کراننبرگ                | Paul Webster, رابرت لنتوس                                                         | انگلستان/کانادا/آمریکا                                 |
| ۲۰۰۹ (۶۲مین)                                   |                                                                   |                               |                                                                                   |                                                        |
| بهترین فیلم                                    | میلیونر زاغه‌نشین                                                  | دنی بویل                      | Christian Colson                                                                  | انگلستان                                               |
| بهترین فیلم                                    | مورد عجیب بنجامین باتن                                            | دیوید فینچر                   | کاتلین کندی، فرانک مارشال، ری استارک                                              | آمریکا                                                 |
| بهترین فیلم                                    | فراست/نیکسون                                                      | ران هاوارد                    | ران هاوارد، برایان گریزر، تیم بوان، اریک فلنر                                     | انگلستان/آمریکا                                        |
| بهترین فیلم                                    | میلک                                                              | گاس ون سنت                    | Dan Jinks, بروس کوئن                                                              | آمریکا                                                 |
| بهترین فیلم                                    | کتاب‌خوان                                                          | استیون دالدری                 | آنتونی مینگلا، سیدنی پولاک، اسکات رودین                                           | انگلستان/آلمان                                         |
| بهترین فیلم غیرانگلیسی زبان                    | I've Loved You So Long (Il y a longtemps que je t'aime)           | فیلیپ کلودل                   | Sylvestre Guarino, Yves Marmion                                                   | فرانسه                                                 |
| بهترین فیلم غیرانگلیسی زبان                    | گره بادر ماینهوف                                                  | اولی ادل                      | برند آیشینگر                                                                      | آلمان                                                  |
| بهترین فیلم غیرانگلیسی زبان                    | Gomorrah (Gomorra)                                                | متئو گارونه                   | Domenico Procacci                                                                 | ایتالیا                                                |
| بهترین فیلم غیرانگلیسی زبان                    | پرسپولیس                                                          | مرجان ساتراپی، ونسان پارونو   | Xavier Rigault, Marc-Antoine Robert                                               | فرانسه/آمریکا                                          |
| بهترین فیلم غیرانگلیسی زبان                    | والس با بشیر                                                      | آری فولمن                     | Ari Folman, Serge Lalou, Gerhard Meixner, Yael Nahlieli, Roman Paul               | اسرائیل/آلمان/فرانسه/آمریکا                            |
| جایزه الکساندر کوردا برای بهترین فیلم بریتانیا | مردی روی سیم                                                      | جیمز مارش                     | Simon Chinn                                                                       | انگلستان                                               |
| جایزه الکساندر کوردا برای بهترین فیلم بریتانیا | گرسنگی                                                            | استیو مک‌کوئین                 | Laura Hastings-Smith, Robin Gutch                                                 | انگلستان/ایرلند                                        |
| جایزه الکساندر کوردا برای بهترین فیلم بریتانیا | در بروژ                                                           | مارتین مک‌دونا                 | گراهام برودبنت, Peter Czernin                                                     | انگلستان                                               |
| جایزه الکساندر کوردا برای بهترین فیلم بریتانیا | ماما میا!                                                         | فیلیدا لوید                   | Judy Craymer, بنی اندرسون، بیورن اولویس، فیلیدا لوید، تام هنکس، ریتا ویلسون       | انگلستان/آمریکا                                        |
| جایزه الکساندر کوردا برای بهترین فیلم بریتانیا | میلیونر زاغه‌نشین                                                  | دنی بویل، Loveleen Tandan     | Christian Colson                                                                  | انگلستان                                               |

## دهه ۲۰۱۰
| شاخه                        | فیلم                                            | کارگردان                   | نامزد | کشور                              |
| --------------------------- | ----------------------------------------------- | -------------------------- | --- | --------------------------------- |
| ۲۰۱۰ شصت و سومین مراسم بفتا |                                                 |                            | |                                   |
| بهترین فیلم                 | مهلکه                                           | کاترین بیگلو               | کاترین بیگلو، مارک بول، نیکولا شارتیه, Greg Shapiro                                                                                        | آمریکا                            |
| بهترین فیلم                 | آواتار                                          | جیمز کامرون                | جیمز کامرون جان لاندو | انگلستان/آمریکا                   |
| بهترین فیلم                 | یک آموزش                                        | لونه شرفیگ                 | Finola Dwyer Amanda Posey | انگلستان                          |
| بهترین فیلم                 | پرشس                                            | لی دنیلز                   | لی دنیلز، Sarah Siegel-Magness, Gary Magness                                                                                               | آمریکا                            |
| بهترین فیلم                 | بالا در آسمان                                   | جیسون رایتمن               | ایوان رایتمن، جیسون رایتمن، Daniel Dubiecki                                                                                                | آمریکا                            |
| بهترین فیلم غیرانگلیسی زبان | یک پیامبر                                       | ژاک اودیار                 | Pascal Caucheteux, Marco Cherqui, Alix Raynaud, ژاک اودیار                                                                                 | فرانسه                            |
| بهترین فیلم غیرانگلیسی زبان | آغوش‌های گسسته                                   | پدرو آلمودوار              | آگوستین آلمودوار پدرو آلمودوار | اسپانیا                           |
| بهترین فیلم غیرانگلیسی زبان | کوکو قبل از شانل                                | آن فونتن                   | Carole Scotta, کارولاین بنجو، Philippe Carcassonne, آن فونتن                                                                               | فرانسه                            |
| بهترین فیلم غیرانگلیسی زبان | آدم درست را راه بده                             | توماس آلفردسن              | کارل مالیندر، جان نوردلینگ، توماس آلفردسن                                                                                                  | سوئد                              |
| بهترین فیلم غیرانگلیسی زبان | قهوه شیرین                                      | امیرسام امامی              | امیرسام امامی Amirsam Emami | اتریش/آلمان/فرانسه/ایتالیا        |
| بهترین فیلم بریتانیا        | تنگ ماهی                                        | آندریا آرنولد              | کیز کسندر، نیک لاز، آندریا آرنولد | انگلستان                          |
| بهترین فیلم بریتانیا        | یک آموزش                                        | لونه شرفیگ                 | فینولا دوایر، آماندا پوزی، لونه شرفیگ، نیک هورن‌بای                                                                                         | انگلستان                          |
| بهترین فیلم بریتانیا        | در چرخه                                         | آرماندو یانوچی             | کوین لودر، آدام تندی، آرماندو یانوچی، جسی آرمسترانگ، Simon Blackwell, Tony Roche                                                           | انگلستان                          |
| بهترین فیلم بریتانیا        | ماه                                             | دانکن جونز                 | استوارت فینیگان، ترودی استایلر، دانکن جونز، ناتان پارکر                                                                                    | انگلستان                          |
| بهترین فیلم بریتانیا        | پسر هیچ‌کجا                                      | سم تیلور-وود               | رابرت برنشتاین، Douglas Rae, کوین لودر، سم تیلور-وود، Matt Greenhalgh                                                                      | انگلستان                          |
| ۲۰۱۱ (۶۴مین)                |                                                 |                            | |                                   |
| بهترین فیلم                 | سخنرانی پادشاه                                  | تام هوپر                   | ایان کنینگ، امیل شرمن، گرت آنوین | انگلستان                          |
| بهترین فیلم                 | قوی سیاه                                        | دارن آرونوفسکی             | دارن آرونوفسکی، اسکات فرانکلین، مایک مدووی، آرنولد مسر و بریان الیور                                                                       | آمریکا                            |
| بهترین فیلم                 | تلقین                                           | کریستوفر نولان             | کریستوفر نولان اما توماس | آمریکا                            |
| بهترین فیلم                 | شبکه اجتماعی                                    | دیوید فینچر                | دیوید فینچر، اسکات رودین، دانا برونتی، مایکل دلوکا، شین چفین، کوین اسپیسی                                                                  | آمریکا                            |
| بهترین فیلم                 | شجاعت واقعی                                     | برادران کوئن               | جوئل کوئن، ایان کوئن، اسکات رودین، استیون اسپیلبرگ                                                                                         | آمریکا                            |
| بهترین فیلم غیرانگلیسی زبان | دختری با خالکوبی اژدها                          | نیلز آردن اوپلو            | نیلز آردن اوپلو، Søren Stærmose | سوئد                              |
| بهترین فیلم غیرانگلیسی زبان | بیوتیفول                                        | آلخاندرو گونزالز اینیاریتو | آلخاندرو گونزالز اینیاریتو، آلفونسو کوارون، گیرمو دل تورو، فرناندو بویرا، ساندرا هرمیدا، جان کیلیک، ان روارک                               | مکزیک                             |
| بهترین فیلم غیرانگلیسی زبان | من عشق هستم                                     | لوکا گوادانینو             | لوکا گوادانینو تیلدا سوئینتن | ایتالیا                           |
| بهترین فیلم غیرانگلیسی زبان | Of Gods and Men                                 | زاویه بووا                 | زاویه بووا، پاسکا کشتو، اتین کومار | فرانسه                            |
| بهترین فیلم غیرانگلیسی زبان | راز در چشمانشان                                 | خوان خوزه کامپانلا         | خوان خوزه کامپانلا، خراردو ئره‌رو، مریلا بیسویسکی، ونسا راگونی، اکسل کاشواتسکی                                                              | آرژانتین                          |
| بهترین فیلم بریتانیا        | سخنرانی پادشاه                                  | تام هوپر                   | تام هوپر، ایان کنینگ، امیل شرمن، گرت آنوین                                                                                                 | انگلستان                          |
| بهترین فیلم بریتانیا        | ۱۲۷ ساعت                                        | دنی بویل                   | دنی بویل، Christian Colson, John Smithson                                                                                                  | انگلستان                          |
| بهترین فیلم بریتانیا        | سالی دیگر                                       | مایک لی                    | مایک لی جورجینا لو | انگلستان                          |
| بهترین فیلم بریتانیا        | چهار شیر                                        | کریس موریس (کارگردان)      | کریس موریس (کارگردان), مارک هربرت، Derrin Schlesinger                                                                                      | انگلستان                          |
| بهترین فیلم بریتانیا        | Made in Dagenham                                | Nigel Cole                 | Nigel Cole, استیون وولی، الیزابت کارلسن | انگلستان                          |
| ۲۰۱۲ (۶۵مین)                |                                                 |                            | |                                   |
| بهترین فیلم                 | آرتیست                                          | میشل آزاناویسوس            | توما لانگمن | فرانسه                            |
| بهترین فیلم                 | فرزندان                                         | الکساندر پین               | الکساندر پین، جیم تیلور، جیم برک (تهیه‌کننده فیلم)                                                                                          | آمریکا                            |
| بهترین فیلم                 | راندن                                           | نیکولاس ویندینگ رفن        | Adam Siegel, Marc Platt | آمریکا                            |
| بهترین فیلم                 | خدمتکاران                                       | تیت تیلور                  | Brunson Green, کریس کلمبوس، Michael Barnathan                                                                                              | آمریکا                            |
| بهترین فیلم                 | بندزن خیاط سرباز جاسوس                          | توماس آلفردسن              | تیم بوان، Robyn Slovo, اریک فلنر | انگلستان/فرانسه/آلمان             |
| بهترین فیلم غیرانگلیسی زبان | پوستی که در آن زندگی می‌کنم (La piel que habito) | پدرو آلمودوار              | آگوستین آلمودوار، پدرو آلمودوار | اسپانیا                           |
| بهترین فیلم غیرانگلیسی زبان | ویران‌شده                                        | دنی ویلنو                  | Luc Déry, کیم مکرا، دنی ویلنو | کانادا                            |
| بهترین فیلم غیرانگلیسی زبان | پینا (فیلم)                                     | ویم وندرس                  | Gian-Piero Ringel, ویم وندرس | آلمان                             |
| بهترین فیلم غیرانگلیسی زبان | Potiche                                         | فرانسوا اوزون              | اریک التمیر، اریک و نیکولا آلتمایر, فرانسوا اوزون                                                                                          | فرانسه                            |
| بهترین فیلم غیرانگلیسی زبان | جدایی نادر از سیمین                             | اصغر فرهادی                | اصغر فرهادی | ایران                             |
| بهترین فیلم بریتانیا        | بندزن خیاط سرباز جاسوس                          | توماس آلفردسن              | توماس آلفردسن، اریک فلنر، Bridget O'Connor, پیتر استران, Robyn Slovo, تیم بوان                                                             | انگلستان                          |
| بهترین فیلم بریتانیا        | هفته‌ای که با مریلین گذراندم                     | سایمن کورتیس (کارگردان)    | سایمن کورتیس (کارگردان), آدرین هادگس، دیوید پارفیت, هاروی واینستین                                                                         | انگلستان                          |
| بهترین فیلم بریتانیا        | Senna                                           | آصف کاپادیا                | تیم بوان، اریک فلنر، جیمز گی-ریس، آصف کاپادیا، Manish Pandey                                                                               | انگلستان                          |
| بهترین فیلم بریتانیا        | شرم                                             | استیو مک‌کوئین              | امیل شرمن، ابی مورگان، استیو مک‌کوئین، این کنینگ                                                                                            | انگلستان                          |
| بهترین فیلم بریتانیا        | باید در مورد کوین صحبت کنیم                     | لین رمزی                   | Jennifer Fox, روری استورات کینیر، لین رمزی، لوک روگ، Robert Salerno                                                                        | انگلستان                          |
| ۲۰۱۳ (۶۶مین)                |                                                 |                            | |                                   |
| بهترین فیلم                 | آرگو                                            | بن افلک                    | گرانت هسلو، بن افلک، جرج کلونی | آمریکا                            |
| بهترین فیلم                 | بی‌نوایان                                        | تام هوپر                   | تیم بوان، اریک فلنر، Debra Hayward, Cameron Mackintosh                                                                                     | انگلستان                          |
| بهترین فیلم                 | زندگی پی                                        | انگ لی                     | گیل نتر، انگ لی، دیوید وومارک | آمریکا                            |
| بهترین فیلم                 | لینکلن                                          | استیون اسپیلبرگ            | استیون اسپیلبرگ، کاتلین کندی | آمریکا                            |
| بهترین فیلم                 | سی دقیقه پس از نیمه‌شب                           | کاترین بیگلو               | مارک بول، کاترین بیگلو، مگان الیسون | آمریکا                            |
| بهترین فیلم غیرانگلیسی زبان | عشق                                             | میشائل هانکه               | میشائل هانکه، مارگارت منه‌گز | اتریش                             |
| بهترین فیلم غیرانگلیسی زبان | سرآوران                                         | مورتن تیلدام               | مورتن تیلدام، ماریان گری، اشل واتن | نروژ                              |
| بهترین فیلم غیرانگلیسی زبان | شکار                                            | توماس وینتربرگ             | توماس وینتربرگ، سیس گرام جورگنسن، مورتن کافمن                                                                                              | دانمارک                           |
| بهترین فیلم غیرانگلیسی زبان | زنگار و استخوان                                 | ژاک اودیار                 | ژاک اودیار، پاسکال کشتو | بلژیک/فرانسه                      |
| بهترین فیلم غیرانگلیسی زبان | دست‌نیافتنی‌ها                                    | اولویه نکچ، اریک تولدانو   | اریک تولدانو، اولویه نکچ، نیکلاس دوال ادساوسکی، یان زناو، لوران زیتان                                                                      | فرانسه                            |
| بهترین فیلم بریتانیا        | اسکای‌فال                                        | سام مندس                   | سام مندس، مایکل ویلسون، باربارا بروکولی، نیل پرویس و رابرت وید, نیل پرویس و رابرت وید, جان لوگان (نویسنده)                                 | انگلستان                          |
| بهترین فیلم بریتانیا        | آنا کارنینا                                     | جو رایت                    | جو رایت، تیم بوان، اریک فلنر، Paul Webster, تام استاپارد                                                                                   | انگلستان                          |
| بهترین فیلم بریتانیا        | بهترین هتل عجیب مریگولد                         | John Madden                | John Madden, گراهام برودبنت, پیت سرزین، الیور پارکر                                                                                        | انگلستان                          |
| بهترین فیلم بریتانیا        | بی‌نوایان                                        | تام هوپر                   | تام هوپر، تیم بوان، اریک فلنر، Debra Hayward, Cameron Mackintosh, ویلیام نیکلسون، Alain Boublil, Claude-Michel Schönberg, Herbert Kretzmer | انگلستان                          |
| بهترین فیلم بریتانیا        | هفت روانی                                       | مارتین مک‌دونا              | مارتین مک‌دونا، گراهام برودبنت, پیت سرزین                                                                                                   | انگلستان                          |
| ۲۰۱۴ (۶۷مین)                |                                                 |                            | |                                   |
| بهترین فیلم                 | ۱۲ سال بردگی                                    | استیو مک‌کوئین              | برد پیت، آنتونی کاتاگاس, دده گاردنر، جرمی کلاینر، استیو مک‌کوئین                                                                            | آمریکا                            |
| بهترین فیلم                 | حقه‌بازی آمریکایی                                | دیوید او. راسل             | چارلز روون، ریچارد سکل، مگان الیسون، جاناتان گوردون                                                                                        | آمریکا                            |
| بهترین فیلم                 | کاپیتان فیلیپس                                  | پل گرینگرس                 | اسکات رودین، دانا برونتی، مایکل دلوکا | آمریکا                            |
| بهترین فیلم                 | جاذبه                                           | آلفونسو کوارون             | آلفونسو کوارون، دیوید هیمن | انگلستان/آمریکا                   |
| بهترین فیلم                 | فیلومنا                                         | استیون فریرز               | Gabrielle Tana, استیو کوگان، تریسی سی‌وارد                                                                                                  | انگلستان                          |
| بهترین فیلم غیرانگلیسی زبان | زیبایی بزرگ                                     | پائولو سورنتینو            | پائولو سورنتینو، Nicola Giuliano, Francesca Cima                                                                                           | ایتالیا/فرانسه                    |
| بهترین فیلم غیرانگلیسی زبان | عمل کشتن                                        | جاشوآ اوپنهایمر            | جاشوآ اوپنهایمر، Signe Byrge Sørensen | نروژ/دانمارک/انگلستان             |
| بهترین فیلم غیرانگلیسی زبان | زندگی ادل                                       | عبداللطیف کشیش             | عبداللطیف کشیش، Brahim Chioua, Vincent Maraval                                                                                             | فرانسه                            |
| بهترین فیلم غیرانگلیسی زبان | Metro Manila                                    | شان الیس                   | شان الیس، Mathilde Charpentier | انگلستان                          |
| بهترین فیلم غیرانگلیسی زبان | وجده (فیلم ۲۰۱۲)                                | حیفا المنصور               | حیفا المنصور، گرهارد مایکسنر، رومن پال | عربستان سعودی/آلمان               |
| بهترین فیلم بریتانیا        | جاذبه                                           | آلفونسو کوارون             | آلفونسو کوارون، دیوید هیمن، Jonás Cuarón                                                                                                   | انگلستان/مکزیک/آمریکا             |
| بهترین فیلم بریتانیا        | ماندلا: راه طولانی به آزادی                     | جاستین چادویک              | جاستین چادویک، انانت سینگ، David M. Thompson, ویلیام نیکلسون،                                                                              | انگلستان                          |
| بهترین فیلم بریتانیا        | فیلومنا                                         | استیون فریرز               | Gabrielle Tana, استیو کوگان، تریسی سی‌وارد                                                                                                  | انگلستان                          |
| بهترین فیلم بریتانیا        | شتاب                                            | ران هاوارد                 | ران هاوارد، اندرو ایتون، پیتر مورگان، | انگلستان/آلمان                    |
| بهترین فیلم بریتانیا        | نجات آقای بنکس                                  | جان لی هنکاک               | الیسون اوون، ایان کولی، فیلیپ ستوئر، کلی مارسل، سو اسمیت                                                                                   | انگلستان                          |
| بهترین فیلم بریتانیا        | The Selfish Giant                               | Clio Barnard               | تریسی اوریودن | انگلستان                          |
| ۲۰۱۵ (۶۸مین)                |                                                 |                            | |                                   |
| بهترین فیلم                 | پسرانگی                                         | ریچارد لینکلیتر            | ریچارد لینکلیتر، کاتلین ساترلند | آمریکا                            |
| بهترین فیلم                 | بردمن                                           | الخاندرو گونسالس اینیاریتو | الخاندرو گونسالس اینیاریتو، جان لشر، جیمز اسکاچدپول                                                                                        | آمریکا                            |
| بهترین فیلم                 | هتل بزرگ بوداپست                                | وس اندرسن                  | وس اندرسن، اسکات رودین، استیون ام. رالس، جرمی داوسون                                                                                       | آمریکا/بریتانیا/آلمان             |
| بهترین فیلم                 | بازی تقلید                                      | مورتن تیلدام               | نورا گراسمن، ایدو اوستروسکی و تدی شوارزمن                                                                                                  | انگلستان                          |
| بهترین فیلم                 | نظریه همه‌چیز                                    | جیمز مارش                  | تیم بوان، اریک فلنر، لیزا بروس، آنتونی مک‌کارتن                                                                                             | انگستان                           |
| بهترین فیلم غیرانگلیسی زبان | ایدا                                            | پاوو پاولیکوفسکی           | Eric Abraham, Piotr Dzieciol, Ewa Puszczynska                                                                                              | لهستان                            |
| بهترین فیلم غیرانگلیسی زبان | لویاتان                                         | آندری زویاگینتسف           | الکساندر رادنیانسکی، سرگئی مکلوموف | روسیه                             |
| بهترین فیلم غیرانگلیسی زبان | ظرف نهار                                        | ریتش باترا                 | Arun Rangachari، آنورانگ کاشیاپ، Guneet Monga                                                                                              | هند                               |
| بهترین فیلم غیرانگلیسی زبان | زباله                                           | استیون دالدری              | تیم بوان، اریک فلنر، Kris Thykier | برزیل/انگلستان                    |
| بهترین فیلم غیرانگلیسی زبان | دو روز، یک شب                                   | برادران داردن              | برادران داردن،Denis Freyd | بلژیک/فرانسه/ایتالیا              |
| بهترین فیلم بریتانیا        | نظریه همه‌چیز                                    | جیمز مارش                  | تیم بوان، اریک فلنر، لیزا بروس، آنتونی مک‌کارتن                                                                                             | انگلستان                          |
| بهترین فیلم بریتانیا        | ۷۱                                              | یان دمانژ                  | اِنگِس لامونت، رابین گاچ، گرگوری برک | انگلستان                          |
| بهترین فیلم بریتانیا        | پدینگتون                                        | پل کینگ                    | دیوید هیمن | انگلستان                          |
| بهترین فیلم بریتانیا        | غرور                                            | متیو وارچوز                | دیوید لیوینگ استون، استیفن بریسفور | انگلستان                          |
| بهترین فیلم بریتانیا        | بازی تقلید                                      | مورتن تیلدام               | نورا گراسمن، ایدو اوستروسکی و تدی شوارزمن                                                                                                  | آمریکا/انگلستان                   |
| بهترین فیلم بریتانیا        | زیر پوست                                        | جاناتان گلیزر              | جیمز ویلسون، نیک وکسلر، والتر کامپل | انگلستان/آمریکا                   |
| ۲۰۱۶ (۶۹مین)                |                                                 |                            | |                                   |
| بهترین فیلم                 | بازگشته                                         | الخاندرو گونسالس اینیاریتو | استیو گولین، الخاندرو گونسالس اینیاریتو، آرنان میلشان، ماری پارنت، کیث ردمن                                                                | آمریکا                            |
| بهترین فیلم                 | رکورد بزرگ                                      | آدام مک‌کی                  | دده گاردنر، جرمی کلاینر، برد پیت | آمریکا                            |
| بهترین فیلم                 | پل جاسوس‌ها                                      | استیون اسپیلبرگ            | کریستی ماکوسکو کریگر، مارک پلت، استیون اسپیلبرگ                                                                                            | آمریکا                            |
| بهترین فیلم                 | کارول                                           | تاد هینز                   | الیزابت کارلسن، کریستین واچون، استیون وولی                                                                                                 | انگلستان                          |
| بهترین فیلم                 | اسپات‌لایت                                       | توماس مک‌کارتی              | Blye Pagon Faust, Gabrielle Tana, استیو گولین، نیکول راکلین، مایکل شوگر                                                                    | آمریکا                            |
| بهترین فیلم غیرانگلیسی زبان | قصه‌های وحشی                                     | دامیان زیفرون              | دامیان زیفرون | آرژانتین/اسپانیا                  |
| بهترین فیلم غیرانگلیسی زبان | آدم‌کش                                           | هو شیائو-شین               | هو شیائو-شین | تایوان/چین/هنگ‌کنگ                 |
| بهترین فیلم غیرانگلیسی زبان | فورس ماژور                                      | روبن اوستلوند              | روبن اوستلوند | سوئد/فرانسه/نروژ                  |
| بهترین فیلم غیرانگلیسی زبان | ذیب                                             | ناجی ابو نوار              | ناجی ابو نوار | اردن/انگلستان                     |
| بهترین فیلم غیرانگلیسی زبان | تیمبوکتو                                        | عبدالرحمن سیساکو           | عبدالرحمن سیساکو | موریتانی/فرانسه                   |
| بهترین فیلم بریتانیا        | بروکلین                                         | جان کرولی                  | جان کرولی، فینولا دوایر، نیک هورن‌بای | ایرلند/انگلستان/کانادا            |
| بهترین فیلم بریتانیا        | ۴۵ سال                                          | اندرو هیگ                  | اندرو هیگ، Tristan Goligher | انگلستان                          |
| بهترین فیلم بریتانیا        | ایمی                                            | آصف کاپادیا                | جیمز گی-ریس | انگلستان                          |
| بهترین فیلم بریتانیا        | دختر دانمارکی                                   | تام هوپر                   | تام هوپر، تیم بوان، اریک فلنر، آن هریسون، گیل موتروکس، لوسیندا کوکسون                                                                      | انگلستان/آمریکا/بلژیک             |
| بهترین فیلم بریتانیا        | فراماشین                                        | الکس گارلند                | اندرو مک‌دانلد، آلون ریچ | انگلستان/آمریکا                   |
| بهترین فیلم بریتانیا        | خرچنگ                                           | یورگوس لانتیموس            | سسی دمپسی، اد گینی، لی ماگیدی، افتیمیس فیلیپو                                                                                              | ایرلند/انگلستان/یونان/فرانسه/هلند |